# 先鋒者微風號列車
先鋒者微風號列車，原稱為伯靈頓微風號列車，是一列由巴德公司於1934年為芝加哥、伯靈頓和昆西鐵路（CB&Q）設計和製造的流線型柴聯車，它不僅是繼聯合太平洋鐵路M-10000型列車之後，美國鐵路史上第二款以內燃機為動力的內燃動車組，也是美國第一列投入商業營運的柴油動車組列車。先鋒者微風號的最大特色是以脉冲点焊製成的輕量化不銹鋼車體，並採用相鄰兩節車廂共用一台鉸接式轉向架的方式以減輕列車整體的重量，列車的動力來源為一台通用汽车公司制造的温顿8-201A型柴油机，傳動系統則使用通用電氣公司提供的電力傳動裝置。1934年5月26日，先鋒者微風號列車完成了科羅拉多州丹佛與伊利諾伊州芝加哥之間“從黎明到黄昏”的長距離直達試運行，耗時13小时5分钟完成了1,015英里（1,633公里）的旅程，全程平均旅行速度為77英里/小時（124公里/小時），中途最高速度更達到112.5英里/小時（181公里/小時），締造了當時世界上鐵路車輛最高速度的世界紀錄。
先鋒者微風號列車於1934年11月11日起在内布拉斯加州林肯和密蘇里州堪薩斯城之間投入營運，後來又先後被派往沃斯堡至休斯顿、圣路易斯至堪萨斯城、圣路易斯至伯灵顿、丹佛至夏延、盖尔斯堡至圣约瑟夫等路線服務。1960年，先鋒者微風號列車在行駛超過320万英里（515万公里）之後宣告退役，隨後伯靈頓鐵路將其捐贈予位於芝加哥的科学与工业博物馆永久保存。先鋒者微風號作為伯靈頓鐵路“微風”系列流線型列車的先驅，為後來双子城微风号（Twin Cities Zephyr）、马克·吐温微风号（Mark Twain Zephyr）、丹佛微风号（Denver Zephyr）等列車的面世掀開了序幕。

## 发展历史

### 开发背景
先锋者微风号列车的诞生和成功，不仅建基于1930年代美国的社会经济环境和漫长的工业技术研究和发展，更重要的是来自三家优秀企业的紧密合作，他们分别是以芝加哥为基地的芝加哥、伯灵顿和昆西铁路（CB&Q），于1912年在费城创立的爱德华·巴德制造公司（Edward G. Budd Manufacturing Company），以及于1930年被通用汽车公司收购的电气动力公司（EMC），三家公司在特定时空下汇集在一起并携手共同创造出这辆一代名车。当时的伯灵顿铁路虽然不是美国国内规模最大的铁路客运业者，与宾夕法尼亚铁路和纽约中央铁路等铁路客运巨头相比更是小巫见大巫，但它掌握着科罗拉多州丹佛至伊利诺伊州芝加哥这条客流较大的长途客运路线，以及芝加哥至明尼阿波利斯、圣保罗、奥马哈等地的地区性中短途客运路线，使其在铁路客运系统中仍然占有一席之位。然而，来自其他铁路公司的威胁亦在逐步增加，长途客运路线上受到岩岛铁路、圣塔菲铁路、芝加哥和西北铁路、联合太平洋铁路的竞争，而芝加哥和西北铁路、密尔沃基铁路、岩岛铁路也希望从其中短途客运路线分一杯羹。
1932年元旦，原大北方铁路公司总裁拉尔夫·巴德（Ralph Budd）调任伯灵顿铁路公司总裁（当时大北方铁路和北太平洋铁路是伯灵顿铁路的母公司，两者共同持有伯灵顿铁路的97%股份），但他到来的时机却是美国经济最不景气的时候。1930年代初期，美國正陷入了經濟大蕭條的泥淖之中。这场由1929年华尔街股灾引发的经济危机，造成1300万美国人即近全国四分之一劳动人口面临失业，铁路运输行业亦首当其冲受到冲击。与1920年相比，1933年的美国铁路客运周转量由470亿人·公里大幅下滑至160亿人·公里，跌至第一次世界大战以来的最低点。伯灵顿铁路的净收入由1931年的1300万美元，陡降至1932年的150万美元。拉尔夫·巴德不断思考该如何带领公司走出困局，而最重要的问题是怎样令搭乘火车变得更具吸引力。他认为在经济萧条的情况下，铁路货运业务短期内仍难有起色，因而首先寄望于复兴铁路客运业务。他意识到经济大萧条并不是铁路客运衰落的唯一原因，事实上美国铁路客运早于咆哮的二十年代已经显示出衰退的趋势，真正原因是私人汽车的迅速普及和国家公路网的修建，使得越来越多人选择使用灵活便捷的汽车出行。因此，若要挽回铁路在旅客运输市场的劣势，火车就必须拥有更快的速度和令人耳目一新的外观，鐵路公司的確需要一些新型车辆來刺激大眾旅行，並且在经济衰退中为大家带来對未來的希望。

### 概念萌芽

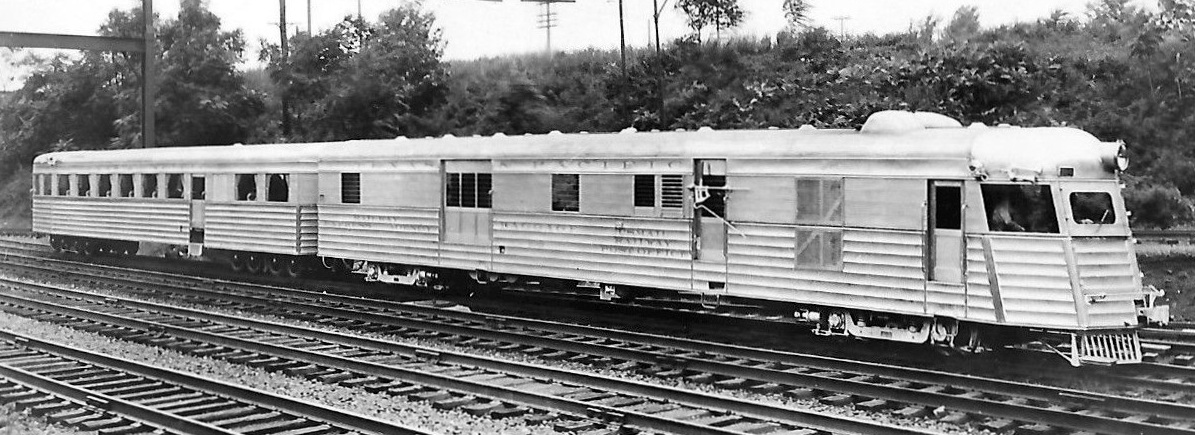
巴德-米其林橡胶轮胎轨道客车

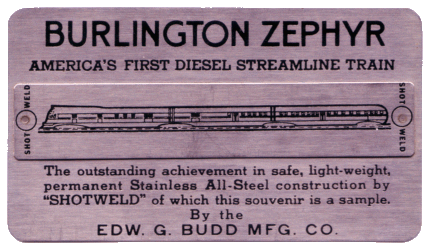
巴德公司为微风号列车特别制作的纪念品，这是两块使用脉冲点焊焊接结合而成的不锈钢片，焊接点位于钢片左右两端（黑色圆圈标示）

与此同时，拉尔夫·巴德得知宾夕法尼亚州的一家公司正在利用不锈钢试制新型铁路车辆。1932年9月，拉尔夫·巴德造访位于费城的爱德华·巴德制造公司，与该公司创办人及总裁爱德华·巴德会面（两人并无亲属关系）。爱德华·巴德向拉尔夫·巴德展示了他公司的最新产品——巴德-米其林橡胶轮胎轨道客车，这种汽油轨道客车采用了独特的米其林充气橡胶轮胎和轻型不锈钢车体。这次访问为拉尔夫·巴德留下了深刻的印象，并向巴德公司方面表示他们将会再次接洽。不锈钢及脉冲点焊的发明是世界工业史上的重大成就，而巴德公司则是首次将不锈钢应用到铁路车辆车体制造。早于1912年，在德国克虏伯钢铁工厂研究试验室工作的爱德华·毛雷尔（Eduard Maurer）和本诺·施特劳斯（Benno Strauss）研发出含铬20%、镍7%的V2A合金并获得德国发明专利，1924年，英国布朗-弗思研究实验室的威廉·赫伯特·哈特菲尔德（William Herbert Hatfield）在V2A合金的基础上进行改良，发明了含铬18%、镍8%的18/8奥氏体不锈钢（即SAE 304不锈钢），成为了不锈钢发展历史上第一个的标准牌号。1928年，美国钢铁公司和阿勒格尼钢铁公司获得了德国克虏伯公司的授权许可，开始在美国工业化生产18/8奥氏体不锈钢。
巴德公司很快就认识到不锈钢在运输机械领域有巨大的利用价值，却在不锈钢的焊接工艺上遇到了一个棘手难题。奥氏体不锈钢虽然具有良好的防腐蚀性能和冷加工性能，但不锈钢中的奥氏体组织在高温下会变得极不稳定，如果采用一般的电弧焊对不锈钢进行熔焊，当中的铬元素会产生碳化物析出的现象，因而破坏焊缝附近材料的耐锈性，在与焊缝相邻的热影响区产生焊缝腐蚀。1931年，巴德公司工程师厄尔·J·拉格斯代尔（Earl J. Ragsdale）发明了称为脉冲点焊的电阻焊方式，两电极间在极短时间内导通大电流和高压力，实现了牢固焊接、无需退火和无碳化物析出的目的。同年，巴德公司利用该技术成功制造出世界上第一架不锈钢结构的飞机——BB-1“先锋者”，希望籍此向世界展示不锈钢点焊的应用潜力。1932年，巴德公司又试制出世界上第一辆采用不锈钢车体的铁路车辆，亦即是上述的巴德-米其林橡胶轮胎轨道客车。尽管这种车辆因充气轮胎的种种问题而未被广泛采用，但其革命性的轻量化不锈钢车体结构设计，成为后来的各种各样不锈钢铁路客车车体的先驱。至1934年1月16日，美国专利及商标局将脉冲点焊技术专利正式授予巴德公司（美国专利号：US 1944106），这将被证明是巴德公司历史上最重要的专利。1938年9月3日，美国专利及商标局将铁路车辆不锈钢车体专利授予巴德公司（美国专利号：US 2192235）。
1933年6月17日，拉尔夫·巴德再次来到费城与巴德公司讨论订购新型列车事宜。他告诉爱德华·巴德，他希望购买一列拥有三节车厢的不锈钢车体列车，并以一台通用汽车公司的温顿201型柴油机作为动力，而客室内部设计将完全交给巴德公司完成。随后伯灵顿铁路和巴德公司迅速签署了合同，而新列车的总体设计框架亦尘埃落定。拉尔夫·巴德非常慎重的思考如何命名這列新的火車，他希望以英文字母「Ｚ」為開頭來為此列車命名，因為他希望這列火車能夠代表最新潮的鐵路客運方式（the last word）。拉尔夫·巴德與同事翻開字典從最後一頁逐條查看，但不管是“Zymurgy”（釀造學）或者是“Zyzzle”（嘶叫）都不符合他想賦予這列新火車的意涵。最後，這列火車的名字來自拉尔夫·巴德曾經讀過的《坎特伯雷故事集》（The Canterbury Tales）， 書中的故事是有關於一群清教徒受到春天吹拂的微風所鼓舞，而從倫敦前往坎特伯利朝聖的一段旅程。 書中序言裡的西風之神（Zephyrus）為拉尔夫·巴德帶來了靈感，這個詞對於時髦的旅行機器無疑是一個絕佳名稱，因此他決定把新列車命名為“微風號”（Zephyr）。

### 微风问世

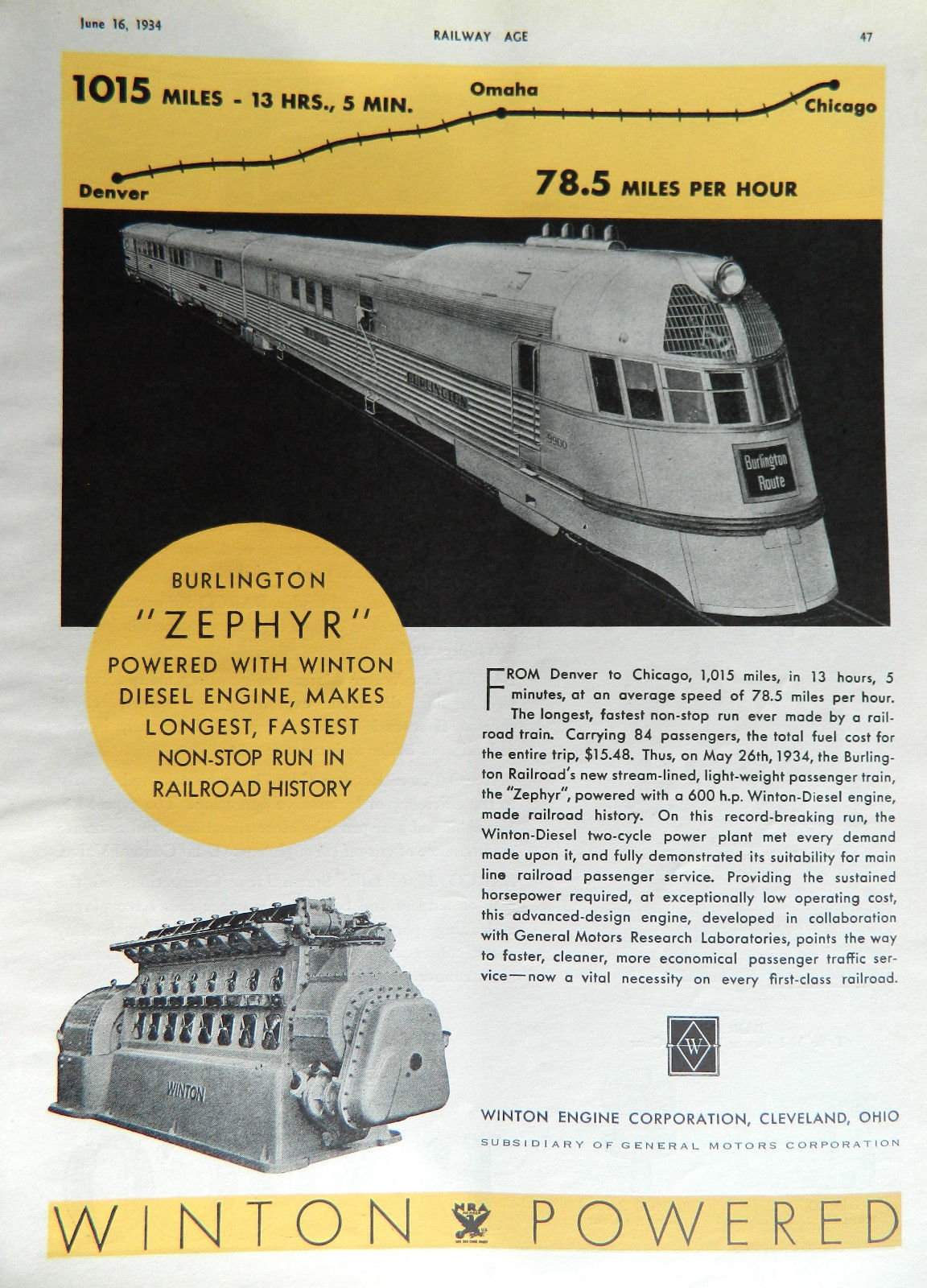
温顿发动机公司介绍微风号列车的宣传品

列车外形设计由航空工业工程师阿尔伯特·加德纳·迪恩（Albert Gardner Dean）领导，并与建筑师约翰·哈伯森（John Harbeson）和保罗·菲利普·克雷特（Paul Philippe Cret）共同操刀。1930年代，充满未来主义的流线型风格疯魔美国工业设计，成为一种象征速度和时代精神的造型语言，并作为一种迎合大众趣味的设计风格而广为流传，各大汽车品牌无不以车身珠圆玉润的曲线为卖点，伯灵顿铁路的微风号列车亦不例外。阿尔伯特·迪恩以巴德-米其林轨道客车的外形为基础上作出修改和完善，又参考了飞机设计中的各种构思来进行流线型设计；他将车体底部设计成完全封闭以减少空气阻力，并在麻省理工学院的风洞中用比例模型测试了他的设计，实验结果证明该设计可以将时速95英里时的风阻减少47％。列车前部像铲子一样倾斜的平滑外形由约翰·哈伯森所设计，整个车头表面都没有突出于车体外的把手或其他物体。阿尔伯特·迪恩的哥哥沃尔特·迪恩（Walter Dean）则负责转向架的设计，为了尽可能减轻列车组的整体重量，伯灵顿微风号采用了铰接式转向架，转向架位于相邻两节车厢的连接处，这样整列三辆编组的列车只需使用四个转向架；相較於傳統客車在每節車廂都有前後兩個轉向架，鉸接式轉向架不僅減少了轉向架的數量，同時也取代了連結器和車鉤緩衝裝置，並提高了整列列車的運行穩定性。
微风号的动力来源是一台通用汽车公司制造的温顿8-201A型柴油机，也就是闻名遐迩的易安迪567系列柴油机之前身。1920年代，位于俄亥俄州克利夫兰的电气动力公司和温顿发动机公司已经向市场推出一系列汽油轨道客车产品，当时这两家公司并没有完整的铁路车辆生产能力，电气动力公司仅负责车辆设计、推广及销售业务，发动机及传动装置等部件则由温顿发动机公司和通用电气公司等提供，而整车组装则被外包给其他较大的铁路车辆制造商来完成。1930年，通用汽车公司先后收购了温顿发动机公司和电气动力公司。同时，随着当时汽油需求及价格不断上涨，通用汽车公司决定放弃发展汽油客车，开始研制适合作为铁路牵引动力的新一代柴油机，并选择了功率重量比及输出功率范围较大的二冲程柴油机作为发展方向。1932年12月，完成试制六气缸的温顿201型柴油机原型机。1933年初，八气缸的温顿8-201型柴油机研制成功，并在同年举办的芝加哥世界博览会中进行示范运转，两台600马力柴油机为雪佛兰汽车的整条示范生产线供应电力。这次博览会的其中一位参观者便是伯灵顿铁路公司总裁拉尔夫·巴德，正在为构思中新型列车寻找动力来源的他对该型柴油机表示出极大兴趣，并成功说服了原本持怀疑态度的通用汽车公司，使其答应为他的流线型列车提供动力装置。
车厢内饰设计则由宾夕法尼亚大学建筑学院院长保罗·菲利普·克雷特及另一位著名室内设计师负责。为了使列车内部能够展示出与流线型外观相对应的最高水平，伯灵顿微风号一举抛弃了以往普尔曼客车沉闷而呆板的设计，车厢内饰板采用淡绿色、蓝色和浅棕色等柔和的颜色，并且采用了简洁明亮的间接照明和弧形车顶以提升空间舒适度；为了保持客室内部线条简洁的观感，座椅上放并没有设置行李架，而是在车厢内另设有独立的行李间。车尾的瞭望车上设有长毛绒扶手椅、珍珠纱窗帘和高档地毯。在巴德公司和伯灵顿铁路的通力合作之下，第一列伯灵顿微风号列车于1934年4月7日正式出厂，仅用九个半月时间就完成整列列车的设计及建造，比预期交货时间提早了近两个半月。当时该列车的造价约为26万美元，按通胀调整后相当于2008年的364万美元。同年4月9日，微风号在雷丁铁路公司负责管辖及检修的路段进行第一次上线试运行，列车完成了从费城往返帕基奥曼枢纽站的25英里路程，并在短时间内达到104英里/小时（167公里/小时）的速度。1934年的4月18日上午10时正，列車的官方命名典禮在費城市政廳對面的賓夕法尼亞鐵路百老街車站舉行，这也是伯灵顿微风号列车首次向公众露面，拉尔夫·巴德通过电台向美国大众宣称“伯灵顿微风号是进步的象征”之后，接着下来第二天就有逾24000名市民前往车站，慕名而来只为一睹伯灵顿微风号的风采。

### 世界纪录

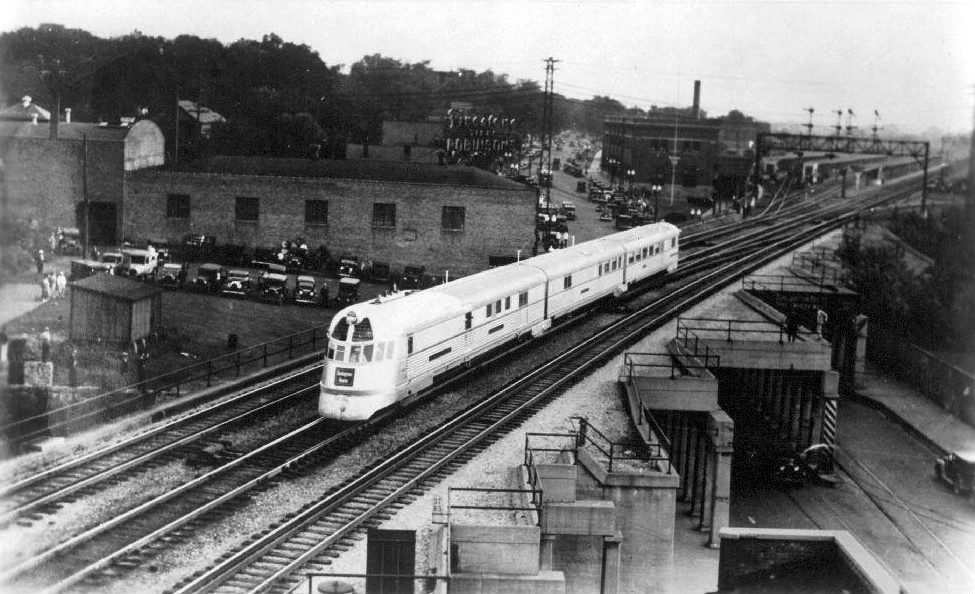
“从黎明到黄昏”的微风号列车经过伊利诺伊州奥罗拉车站，背景左方红砖建筑物为伯灵顿铁路奥罗拉机厂

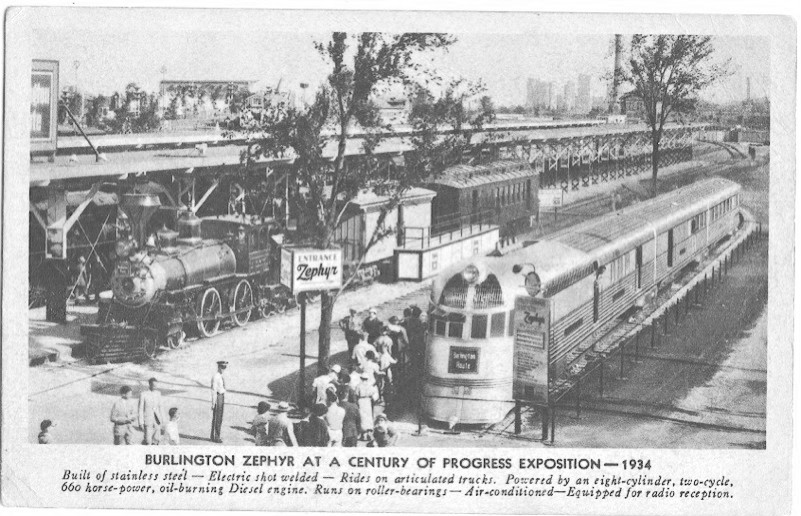
1934年，微风号列车在“进步的世纪”世界博览会中展出

与此同时，恰逢第二季度的“进步的世纪”世界博览会将于1934年5月25日在芝加哥开幕，其中一项便是名为“世纪之翼”的交通运输主题展览，将展示美国交通运输史从印第安人时代到现代蒸汽机车等各方面的发展。为了使伯灵顿微风号成为全国的焦点，拉尔夫·巴德把握芝加哥举办世界博览会的机会，决心要让伯灵顿微风号登上博览会的舞台。由于“世纪之翼”展览将于5月26日晚上正式开放，拉尔夫·巴德想出了“从黎明到黄昏”（Dawn-to-Dusk）的朝發夕至特别计划，让伯灵顿微风号于当日清晨从科罗拉多州丹佛出发，一路向东经过1,015英里（1,633公里）的不停站运行，在黄昏时分抵达伊利诺伊州芝加哥，正好可以赶上晚上9时正的展览开幕式。1934年5月24日，伯灵顿微风号抵达丹佛联合车站并开放予市民参观，当地报章以“银色列车闪现银矿之州”为题作出报道。5月25日，充满好奇的参观者继续络绎不绝来到车站，当中不乏闻风而来的社会名流和政治人物，直到傍晚列车才被回送车辆段进行检查。
此时，特别列车的85个座位早被预定一空，其中更包括了在行李间临时增加的13张折叠桌椅，以供来自伯灵顿铁路公司、通用汽车公司、巴德公司的代表和新闻记者一同乘坐。除此之外，列車上還有一位名为“Zeph”的幸運兒。在出发时间的前一天晚上，丹佛《落磯山新聞報》的编辑致电伯靈頓鐵路副總裁爱德华·弗林（Edward Flynn），希望微風號能順便帶上報社送出的一隻“洛磯山金絲雀”（Rocky Mountain Canary），作為這次鐵路旅程的吉祥物以及送往世界博覽會的禮物 ，所以鐵路公司一開始只是幫它準備了一個鳥籠；但實際上報社向鐵路公司開了一個玩笑，因為“Zeph”其實是一頭小驢子，因此當鐵路公司發現這吉祥物並不是一隻鳥的時候，只好急忙地派人在行李間劃出了一個空間並鋪了一些乾草給牠休息。 當有人問到拉尔夫·巴德關於這隻驢子的問題，他爽快地回應：“為什麼不行？這趟旅行多一隻驢子又不會帶來什麼麻煩”。为了确保微风号的这次旅程万无一失，拉尔夫·巴德要求铁路沿线所有细节都要做好充足准备。伯灵顿铁路公司事先已通知所有员工对列车经过的所有路段进行轨道安全检查，并在某些較危險的區間旁豎立起臨時的速限標誌，以免微風號在限速路段超速行駛。此外，全線1689個平交道口都有指派至少一名由鐵路公司員工、當地警察或退伍軍人擔任的旗手，確保火車通過的時候沒有人或汽車違規闖越平交道，而沿途所經的各個火車站也都派駐有當地的警察、民兵部隊或童軍來確保列車經過時的安全。各地的鐵路調度員也要確保伯靈頓微風號有最高的優先級，在微風號到來之前將沿線其他列車都被暫時引導到附近的側線進行待避，所有道岔亦會預先切換到微風號的預定路線上。
就在微风号出发的前夜，正在为列车作最后检查的随车机械师发现一个开裂的电枢轴承。由于在丹佛当地未能找到替代品，因此只好求助于邻近的联合太平洋铁路，最终在内布拉斯加州奥马哈发现了一个替代轴承。这个轴承首先被空运到怀俄明州夏延，然后使用临时租用的包机送抵丹佛，而此时已经是25日的午夜。当天晚上，拉尔夫·巴德通过全国广播公司向全美国人民讲话：“明天黎明时分我们即将展开旅程”，并呼吁沿途民众“出来看看那飞驰而过的列车”。1934年的5月26日丹佛當地時間5時04分（美國山區時間），微風號自丹佛聯合車站出發。司机室内有三位司机每两小时轮班驾驶列车，他们分别是伯灵顿铁路车辆设备主管J·F·韦伯（J.F. Weber）、伯灵顿铁路助理机械师J·S·福特（J.S. Ford）、温顿发动机公司工程师厄尼·库恩（Ernie Kuehn），另外还有三位伯灵顿铁路的工程师亦在司机室内全程视察。而微风号的创造者——伯灵顿铁路公司总裁拉尔夫·巴德、巴德公司总裁爱德华·巴德、电气动力公司总裁哈罗德·汉密尔顿（Harold Hamilton）——此刻则安坐在车尾的瞭望车厢谈笑风生。大约每隔一个小时其中一名司机便会走到车尾交给拉尔夫·巴德一张纸条，说明当前列车的行驶里程和速度。
当列车到达距离丹佛483英里的内布拉斯加州林肯时，车上的计时器显示列车已经运行了6小时07分钟；此时铁路公司正式宣布，微风号已打破了英国的皇家苏格兰人号列车于1928年创下的不停站运行距离纪录（401英里）。随着列车行驶距离越来越远，新闻简报如雪片般飞向各地的广播电台和新闻编辑室，沿途亦聚集了越来越多希望见证历史性一刻的人群。当列车途径爱荷华州和伊利诺伊州的乡村之间，一个接一个小城镇响起了消防警笛声和教堂钟声，通知市民为伯灵顿微风号的到来做好准备。下午5时55分（美国中部时间），伯灵顿微风号通过伊利诺伊州普林斯顿车站，并且超越了正在站内待避、同样由丹佛开往芝加哥的贵族号（The Aristocrat）特快列车，此时伯灵顿微风号已经行驶了11小时51分钟，但贵族号却需要行驶逾24小时才到达普林斯顿。芝加哥当地时间晚上7时09分（美国中部时间），微风号抵达位于芝加哥联合车站以西1.8英里（2.9公里）的哈斯特街车站。列车经过短暂停留后继续开往密歇根湖畔的博览会会场，最终在晚上8时09分于“世纪之翼”展览会场和无数群众的欢呼声中停下来。这次“从黎明到黄昏”的旅程一举打破了多项世界纪录，使其成为了当时世界上连续运行时间最长、运行速度最高的铁路列车。微风号用了13小时4分钟58秒完成了1014.4英里（1632.5公里）的不停站旅程，比拉尔夫·巴德原先预计的约15小时还要快了近2小时；列车全程平均旅行速度为77英里/小时（124公里/小时），更以112.5英里/小时（181公里/小时）的最高速度持续行驶了约3英里（科罗拉多州尤马至雷之间）；而当时同样在丹佛和芝加哥之间营运的贵族号列车全程运行时间长达26小时，相比之下微风号仅仅需要其一半的时间。拉尔夫·布德在这次旅程结束后对此作出总结：“这次旅程的前期准备和顺利执行，证明了伯灵顿铁路公司全体上下的员工士气，其次是展现出铁路在营运效率方面的优越性，第三是列车的表现完全达到了我们的期望。”
1934年5月28日，微风号被用来作为芝加哥交通俱乐部的包车，在芝加哥和奥罗拉之间完成了六个往返。1934年6月16日，由丹佛和格兰德河西部铁路兴建、位于科罗拉多州的多塞罗捷径线（Dotsero Cutoff）建成通车，微风号被派往当地参加该线的通车仪式，莫法特隧道使丹佛至盐湖城的路程缩短了175英里。1934年7月30日，微风号在芝加哥和明尼阿波利斯-圣保罗之间试运行，列车只需6个小时就完成该段437英里的路程，比以往由蒸汽机车牵引的旅客列车缩短了近5小时，微风号的优秀表现促使伯灵顿铁路随即又订购了两列相似的列车，命名为双子城微风号（Twin Cities Zephyr）并投入这条客流较大的热门路线营运。微風號在結束「世紀之翼」展覽之後，輾轉各地完成了橫跨美國本土31個州與222個城市、總里程達30,437英里的公開巡迴展示，超過200萬民眾在微風號尚未投入定期商業營運前就參觀過這列火車，這正正是拉爾夫·巴德所希望達到的宣傳效果。1934年9月初，微风号还参与了好莱坞电影《银色闪电》（The Silver Streak）的拍摄。

### 投入营运

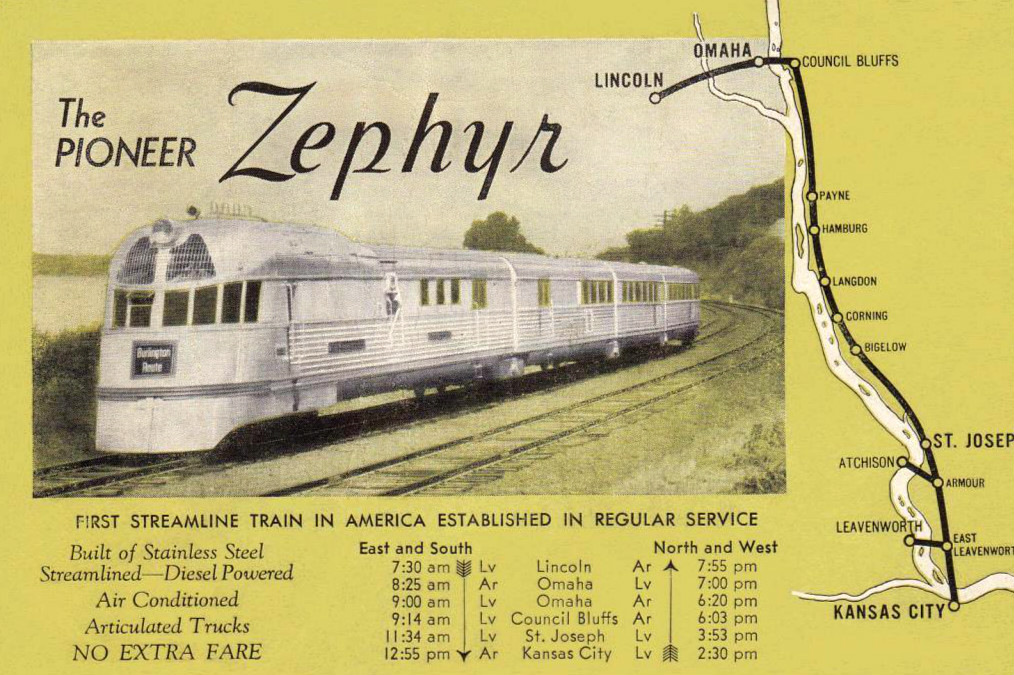
印有微风号列车投入营运初期运行时刻表的明信片

1934年的11月11日，微风号首次投入定期商业营运，担当內布拉斯加州林肯（经奧馬哈）至密蘇里州堪薩斯城的20/21次旅客列车，由林肯开往堪萨斯城的20次列车于上午7时30分出发，下午12时55分到达堪萨斯城；由堪萨斯城开往林肯的21次列车于下午2时30分出发，晚上7时55分到达林肯，比以往由蒸汽机车牵引的列车缩短了约1小时50分钟。快捷舒适的微风号经常一票难求，因应上座率长期居高不下，伯灵顿铁路很快又订购了一节定员40人的座席客车（525），微风号于1935年6月扩编为4节编组，使列车载客量增加至112人。微风号列车运用效率高、燃料费用低、维修简便的种种优势，使其名正言顺的成为了伯灵顿铁路的摇钱树；微风号的燃料成本仅为每英里3.9美分，而蒸汽机车则为每英里13.8美分，而包括检修成本和人力成本在内总营运费用方面，微风号为每英里34美分，蒸汽机车则为每英里64美分。微风号投入营运首年就实现了97,000美元盈利，并且仅用了二十个月就收回了当初购置列车的投资。
1936年11月10日，随着双子城微风号（Twin Cities Zephyr）、马克·吐温微风号（Mark Twain Zephyr）、丹佛微风号（Denver Zephyr）等一系列流线型客车投入服务，为了方便区别于伯灵顿铁路的其他微风系列列车，微风号在投入服务一周年当天正式更名为先锋者微风号（Pioneer Zephyr）。1938年6月，伯灵顿铁路增购的一节40座餐车座席合造车（500）被编入先锋者微风号，并将1935年增加的40座座席客车转配至双子城微风号上，同时又将原20座座席行李合造车（505）改造为行李车，以满足不断增长的行包快运业务。此时，先锋者微风号设有72个普通座席、12个瞭望厅座席和8个餐车座席，餐车的加入使得该列车能够为旅客提供较全面的正餐服务。1938年10月24日，先锋者微风号改为运行于圣路易斯和堪萨斯城之间，至1939年5月2日恢复原来的路线。1940年至1942年间，先锋者微风号多次被调往不同的路线服务，包括沃斯堡至休斯顿、圣路易斯至堪萨斯城、圣路易斯至伯灵顿、林肯至麦库克等路线。
1948年7月1日至10月4日，为了纪念芝加哥第一条铁路（加利纳和芝加哥联合铁路）建成通车一百周年，全国最大的38家铁路公司在密歇根湖畔的伯纳姆公园举行了盛大的芝加哥铁路展览会，微风号列车亦一度暂时停运并参与展览。1948年11月14日，伯灵顿铁路进行旅客列车运行图调整，先锋者微风号列车改为用于沃斯堡至休斯顿的城际列车服务。1949年4月29日，先锋者微风号列车行驶途中与侵入线路的混凝土搅拌机械相撞。由于列车需时在奥罗拉机厂进行修理，因此未能参加第二季度芝加哥铁路展览会的开幕，原本属于先锋者微风号的展台位置则由马克·吐温微风号列车（9902）补上。1949年8月27日，完成修复的先锋者微风号赶及在展览会闭幕前夕回到芝加哥，为芝加哥铁路展览会画上完满的句号。1949年10月16日，先锋者微风号被派往科罗拉多州丹佛至怀俄明州夏延之间营运；至1950年10月18日后又改为伊利诺伊州盖尔斯堡至密苏里州圣约瑟夫。1960年3月20日，先锋者微风号列车终于回到最初的路线——从内布拉斯加州林肯开往密苏里州堪萨斯城，完成了列车生涯的最后一次商业营运。至此，先锋者微风号投入营运二十五年以来已经行驶了超过320万英里（515万公里）。

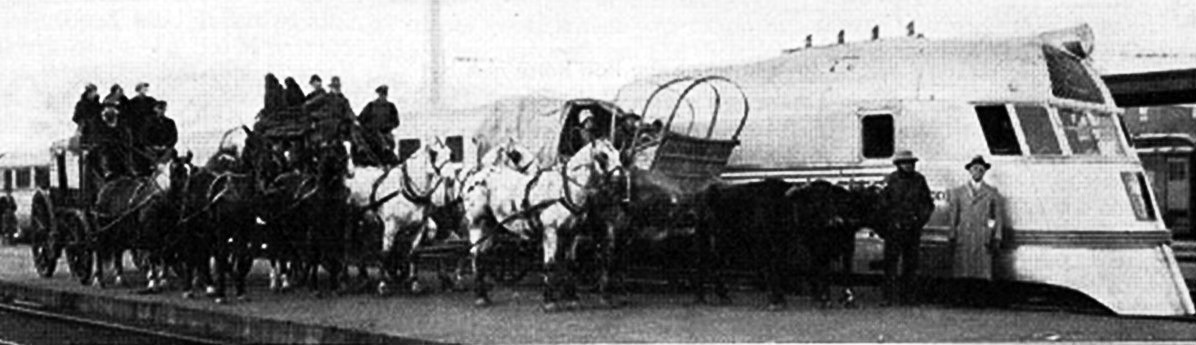
1934年的11月11日，首次投入微风号列车的堪萨斯城联合车站与篷车队合照
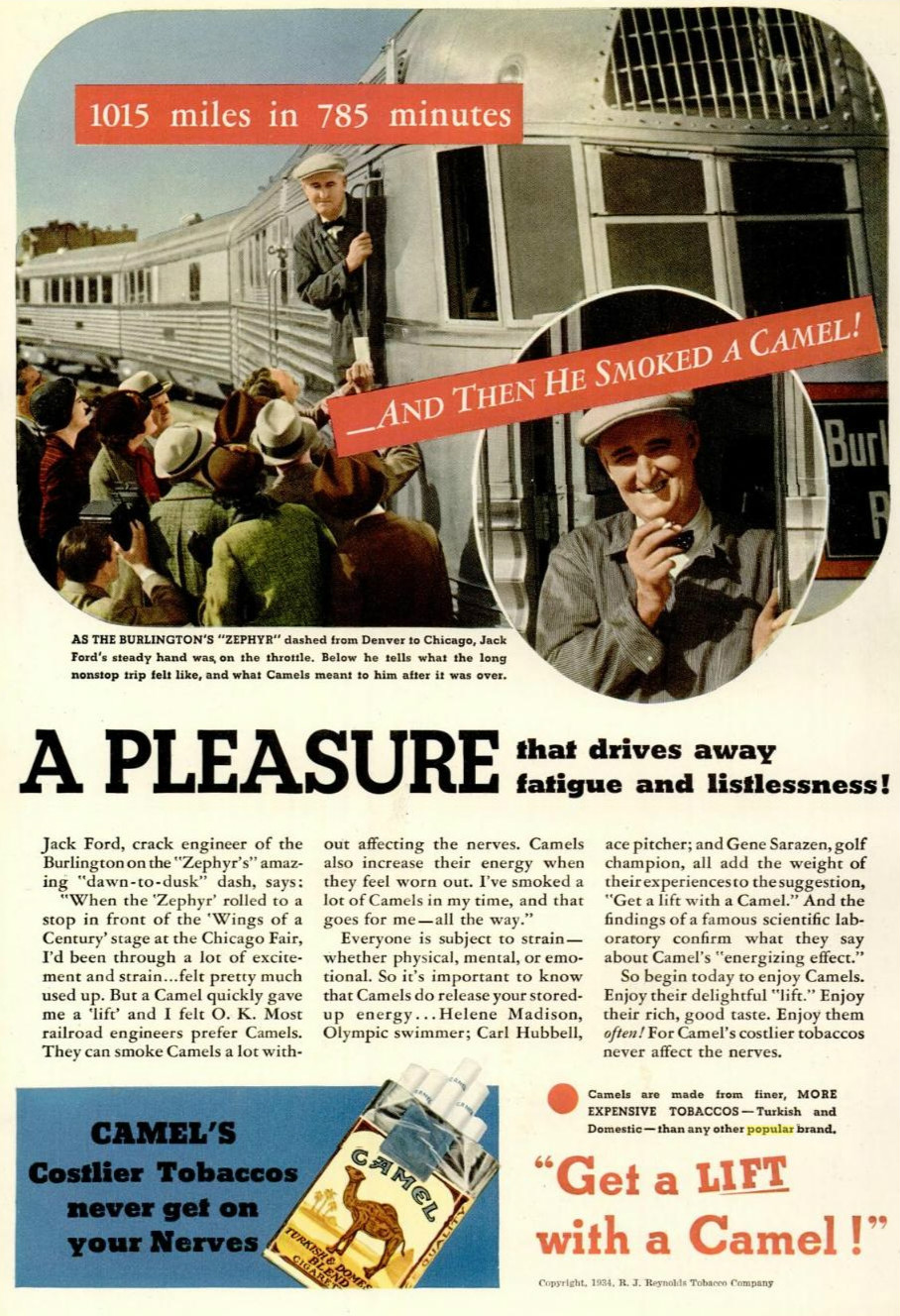
以微风号为背景的骆驼香烟广告
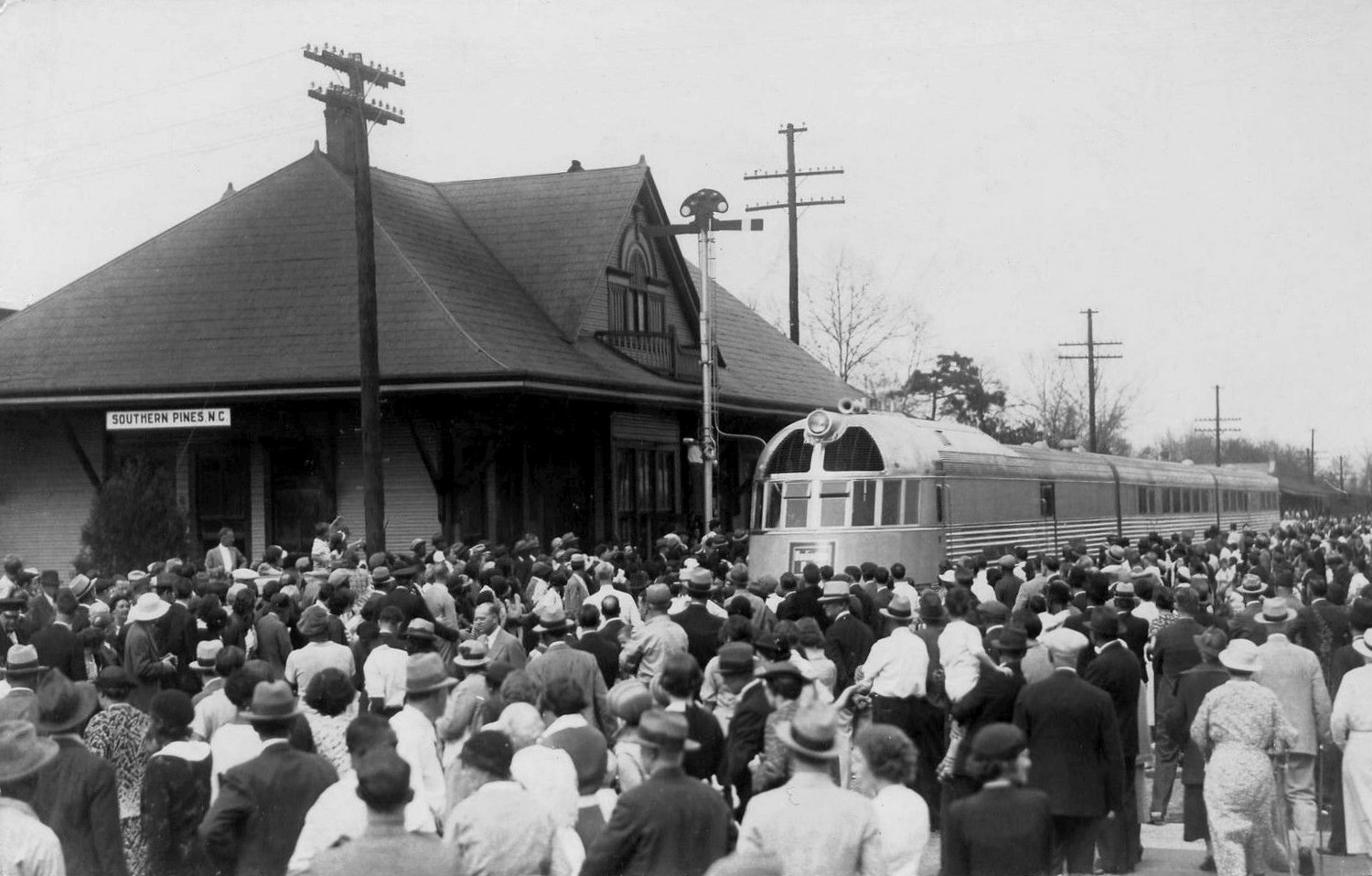
1935年4月，微风号在美国东岸进行巡回展示，途径北卡羅來納州南派恩斯并受到群众欢迎
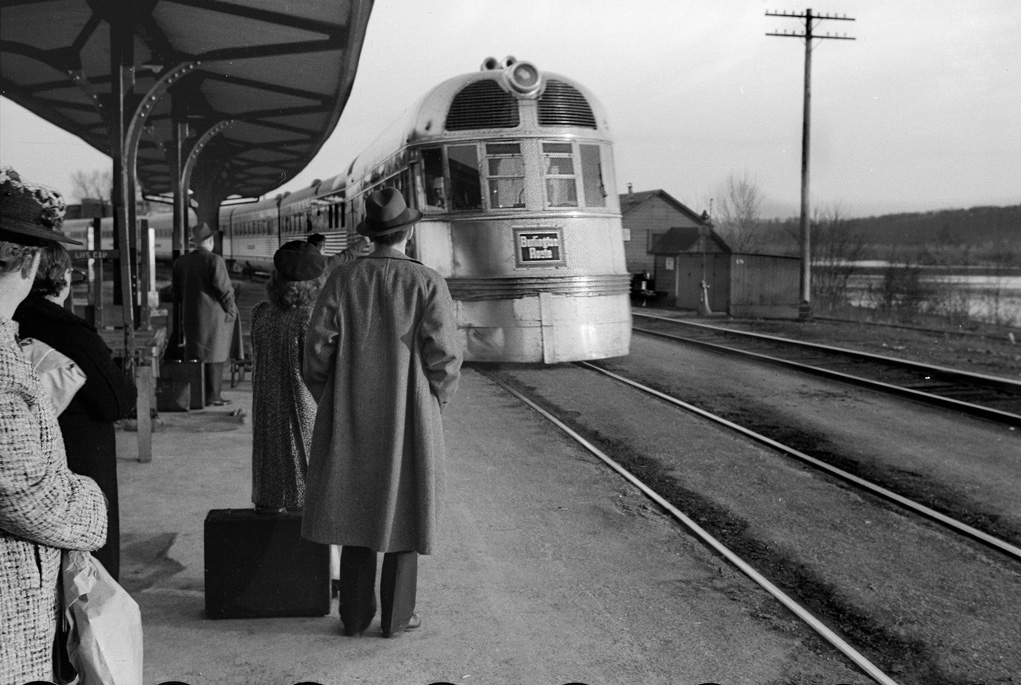
微风号列车抵达伊利诺伊州东迪比克（英语：East Dubuque, Illinois）（1940年4月）
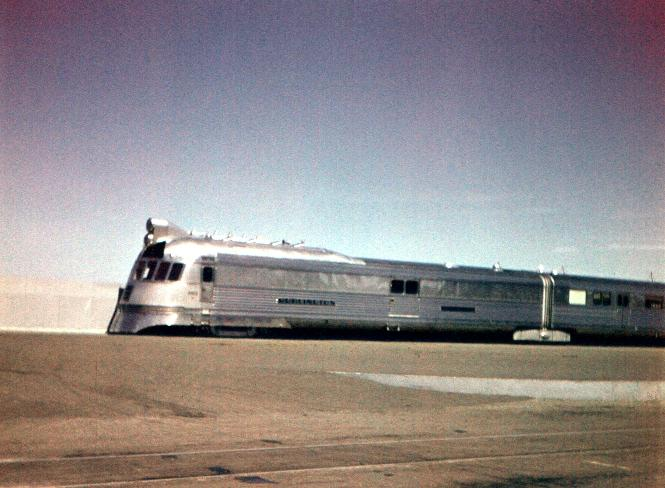
1948年，参与芝加哥铁路展览会的先锋者微风号列车

### 历史影响

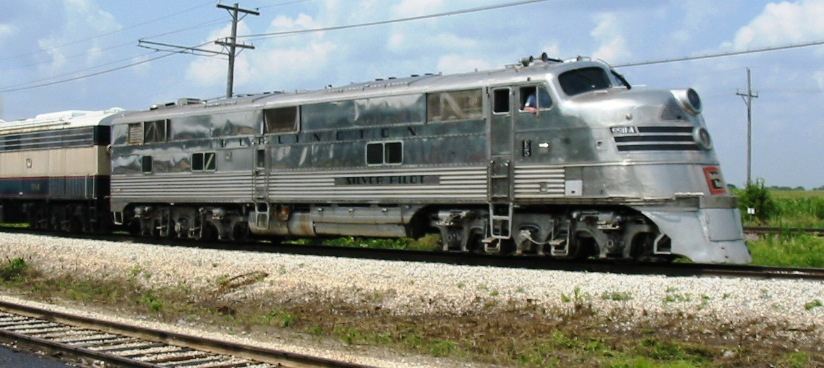
伯灵顿铁路的E5型柴油机车

微风号列车的成功带动了各家铁路公司推出流线型列车的潮流，除了伯灵顿铁路公司自家的双子城微风号、马克·吐温微风号、丹佛微风号列车之外，缅因中央铁路以及波士顿和缅因州铁路亦订购了相似的飞行的扬基人号列车（Flying Yankee）；而密尔沃基铁路则推出采用流线型蒸汽机车牵引的海华沙号列车（Hiawatha），与伯灵顿铁路的马克·吐温微风号列车直接竞争。更重要的是，伯灵顿微风号的面世掀开了美国铁路牵引动力内燃化的序幕。在此以前虽然美国已经开始试制及小批量生产柴油机车，但应用范围大多限于铁路枢纽和站场的调车工作，而伯灵顿微风号则成功向世界证明了柴油机车在牵引性能、燃料费用、维护费用、运用可靠性等方面的巨大优势，使其与蒸汽机车的竞争领域扩展到调车作业以外的干线牵引任务。以微风号的“从黎明到黄昏”旅程为例，当天全程燃油消耗量仅为418美制加仑，按当时柴油价格每加仑4美分计算，全程燃料费用更是低至16.72美元；而与行驶于相同区段、使用蒸汽机车牵引的贵族号列车相比，蒸汽机车全程需要燃烧85吨煤炭，按当时烟煤价格每吨3美元计算，全程燃料费用高达255美元，伯灵顿微风号的燃料成本仅为贵族号列车的6.7%。就在微风号面世之后的第二年，电气动力公司（EMC）试制了两台实验性质的1800马力干线客运柴油机车，每台机车装用两台900马力的温顿12-201A型柴油机，两台机车可重联组成3600马力的机车组，足以替换一台相同功率等级的客运蒸汽机车，为1937年投入批量生产的易安迪E系列客运柴油机车奠定了基础。
除此之外，微风号不仅促使了不锈钢客车的普及，亦大幅提升了当代铁路客车的设计制造水平。不锈钢客车不但车体钢结构自重远轻于碳钢客车，不锈钢的耐用性和极低的维修费用使它成为经济上的最佳选择。伯灵顿铁路的微风号投入服务之后，其它铁路公司纷纷效仿及订购不锈钢客车。但由于采用铰接式转向架的列车必须返厂解编，亦无法与其他既有的铁路客车自由编组，使其列车编组的运用灵活性受到一定限制。1936年初，巴德公司向圣塔菲铁路交付了第一辆采用非铰接式普通转向架的不锈钢客车（3070）；1937年，圣塔菲铁路采用全列不锈钢客车的超级酋长号列车（Super Chief）投入服务，以后巴德公司生产的不锈钢客车基本上已不再使用铰接式转向架。截至第二次世界大战前夕，巴德公司已经向14家铁路公司售出了47列不锈钢客车，而长期占据美国铁路客车生产龙头地位的圣路易斯车辆公司和普尔曼标准公司亦不甘落后，推出不锈钢客车与巴德公司竞争。同时，巴德公司通过技术授权协议方式向国外实现技术输出，法国卡雷尔富歇公司（Carel Fouché）、澳大利亚联邦工程公司（Comeng）、日本东急车辆制造先后引进了巴德公司的不锈钢车体制造技术，闪亮的不锈钢客车从此遍布世界各地。此外，伯灵顿微风号的车辆内饰、空调设备、播音系统等方面亦被以后的铁路客车所借鉴。

## 车辆保存
1960年5月26日，在微风号列车完成“从黎明到黄昏”创举二十六周年纪念之际，伯灵顿铁路公司决定将先锋者微风号列车最初的编组（9900+505+570）捐赠予芝加哥科学与工业博物馆。博物馆数十年来一直将微风号列车放置于户外展出。直到1994年，随着在旁展示的圣塔菲铁路2903号蒸汽机车被赠予伊利诺伊铁道博物馆，使博物馆开始考虑为微风号列车寻找一个免受日晒雨淋的展示地点。最終，科学与工业博物馆決定趁著興建地下停車場的機會，將微風號列車轉移到地下樓層的展示區。1998年，微風號列車在位於威斯康辛州密爾瓦基的北方鐵路車輛公司完成外觀復原工程後，被放置於博物館地下層大廳作永久展示，即地下停車場與博物館地下入口之間。2019年11月起，博物馆暂时关闭先锋者微风号的展览以进行列车翻新工程，并添加新的互动元素以提升参观者的体验，列车预计将在2020年春季重新开放。
而在1938年为先锋者微风号增购的40座餐车座席合造车（500），则于1960年连同同年退役的马克·吐温微风号列车，被售予一名位于爱荷华州格伦伍德的私人收藏者；该列车数十年以来在不同的私人机构之间几经易手，至2008年被伊利诺伊州麦迪逊的盖威铁路服务公司（Gateway Rail Services）购入。截至2018年，整列马克·吐温微风号列车（包含先锋者微风号的500号餐车座席合造车）仍然被放置于盖威铁路服务公司厂房区域内。

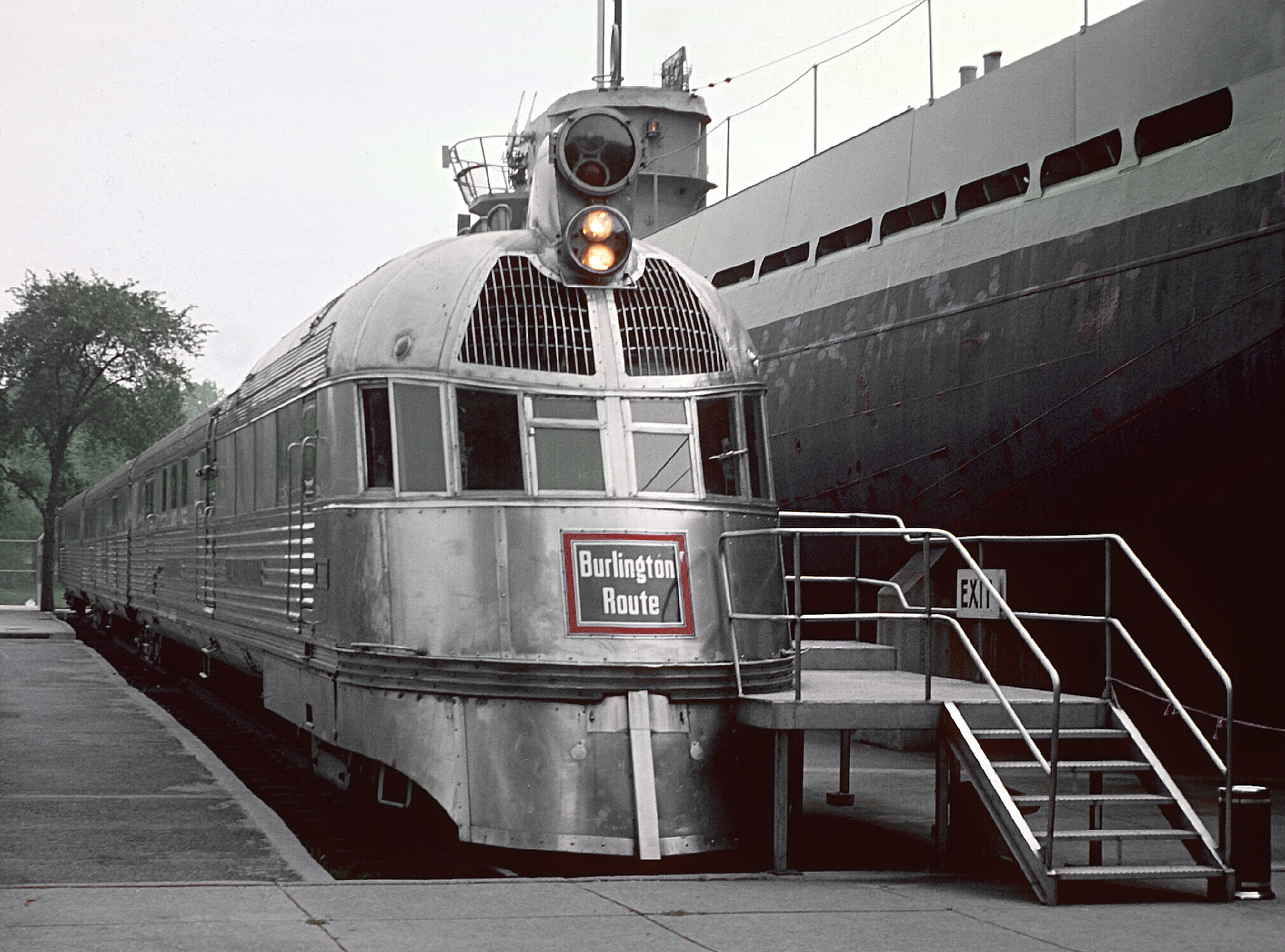
1962年，刚被博物馆收藏的微风号列车，右侧为U-505号潜艇。
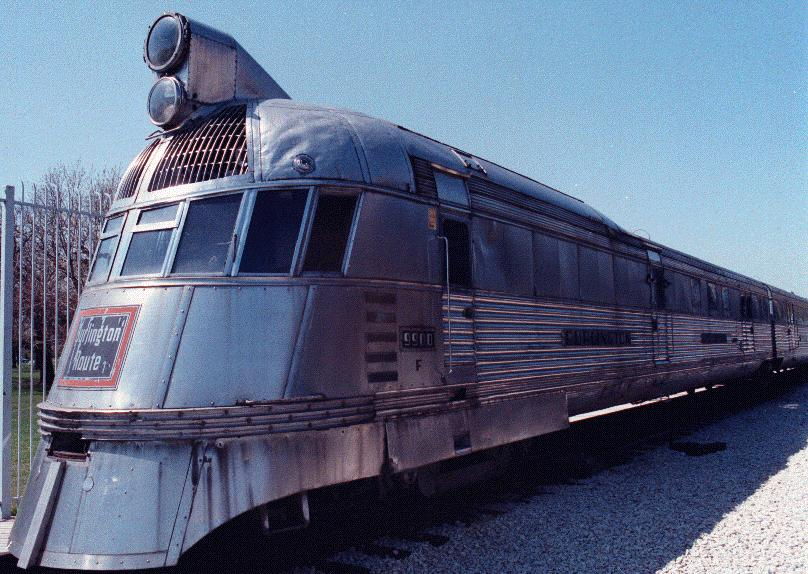
1990年代初户外展示的微风号列车（前端）
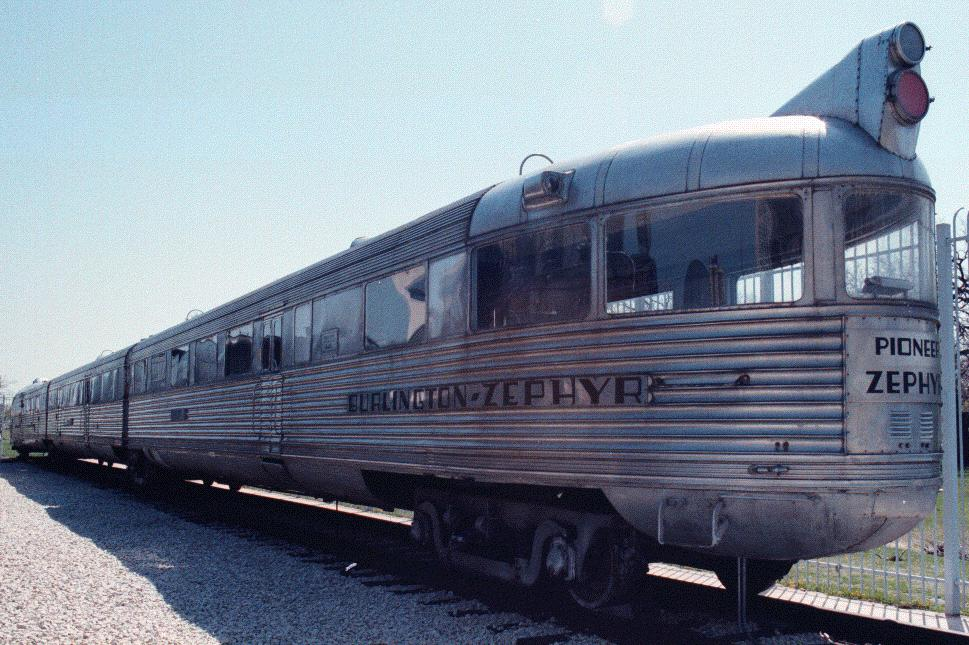
1990年代初户外展示的微风号列车（尾端）
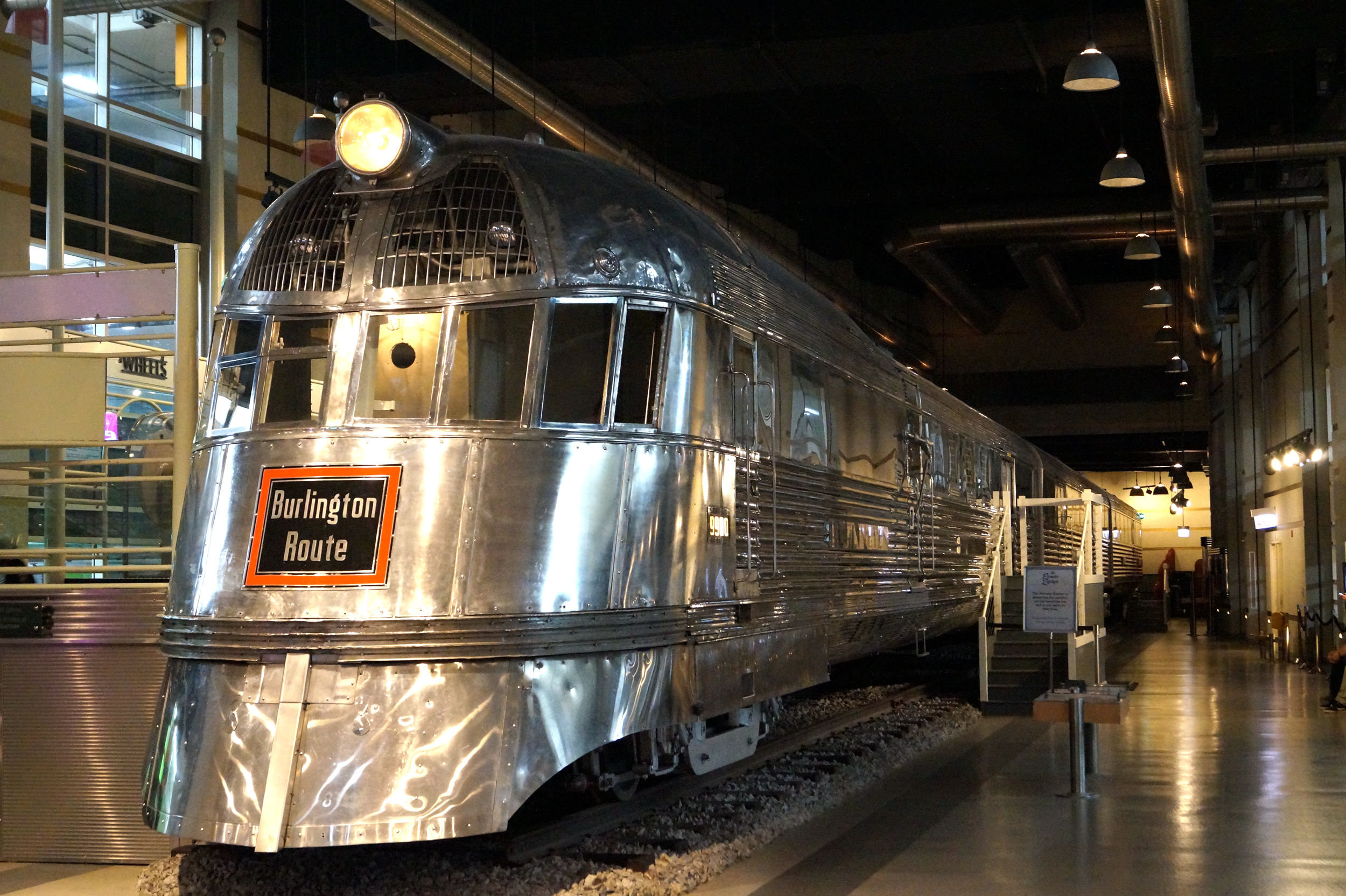
移至博物館地下層大廳展示的微风号列车
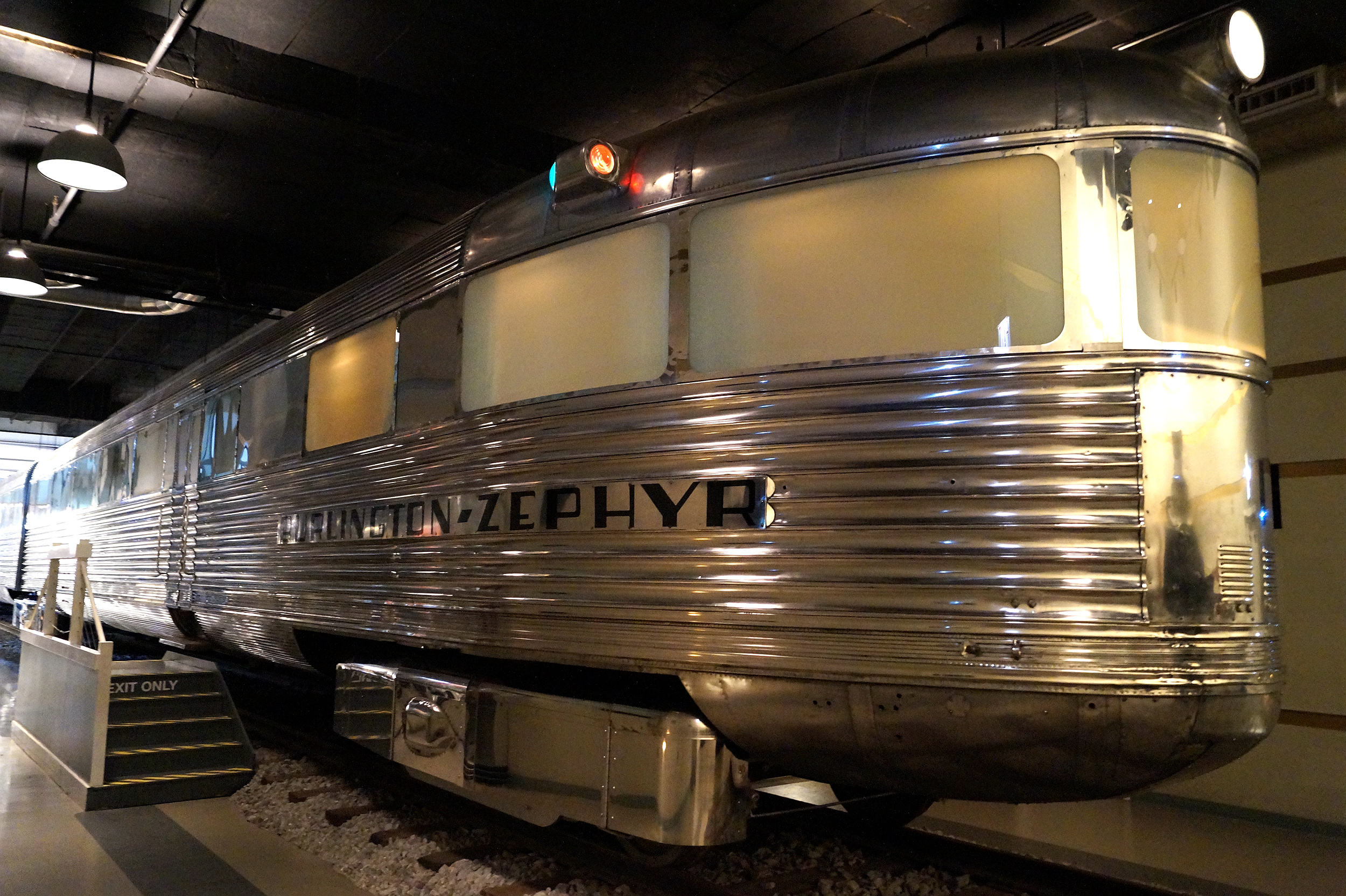
列车尾端的瞭望厅已改装为磨砂玻璃，用于投影模拟列车行驶的动态影像
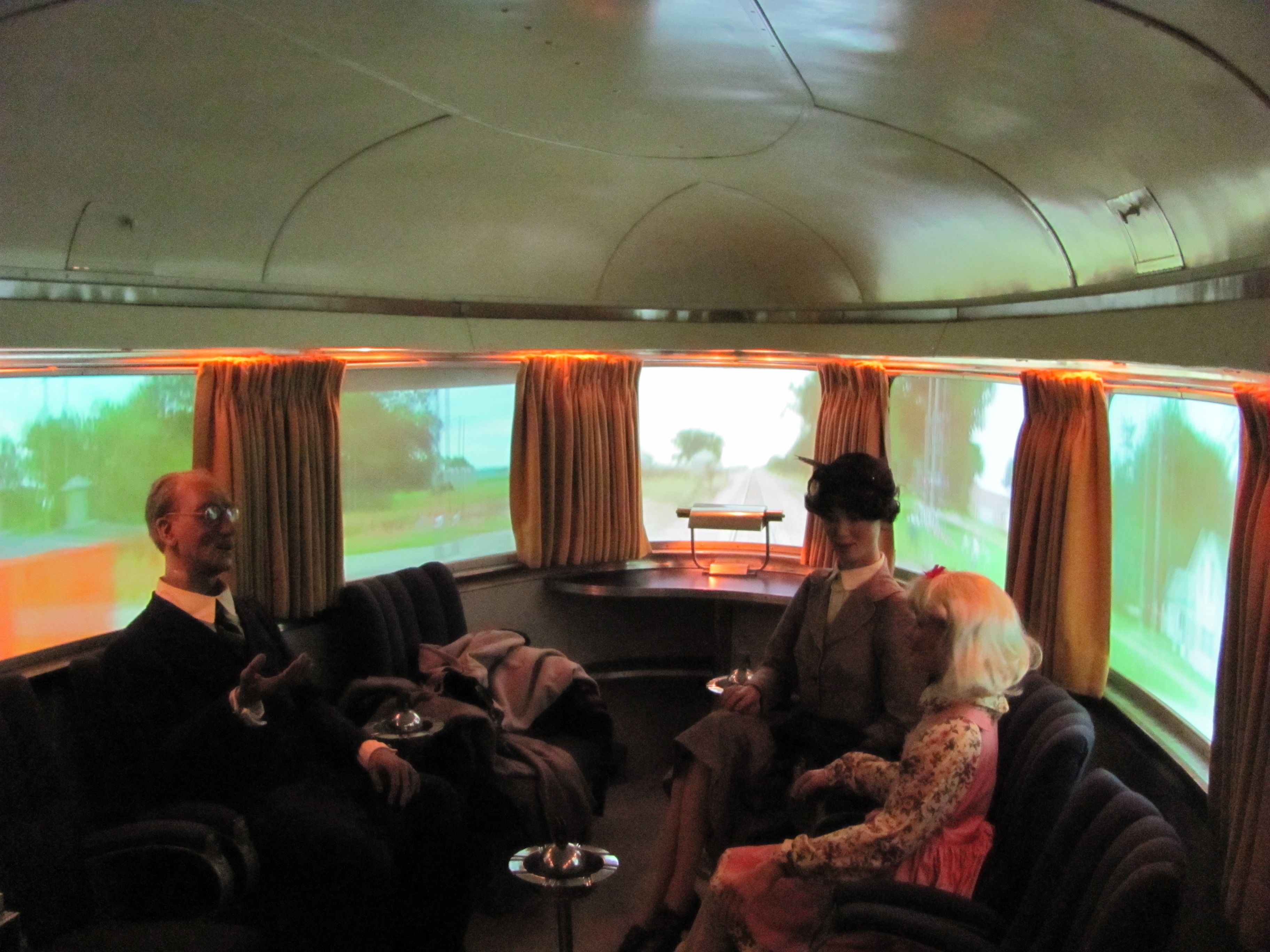
正在玻璃上投影模拟影像的瞭望厅

## 技术特点

### 总体布置
先锋者微风号列车是用于快速客运的动力集中式柴油动车组，列车交付运用初期的编组形式由一节动力车和两节拖车组成，整列列车共设有72个乘客座席，并最多可装载25吨的行李包裹，所有车厢皆设有空调装置。第一节车厢（9900）为设有司机室和动力装置的行李邮政合造车，动力车内部从前至后依次布置为司机室、动力室、铁路邮政办公室（RPO）、行李间，邮政办公室和行李间的长度分别为30英尺（9.14米）和15英尺（4.57米）；铁路邮政办公室用于为美国邮政部运输邮件，并在运输途中进行分拣封发作业。第二节车厢（505）为定员20人的座席行李合造车，客车前半部分为用于行李包裹快运的行李间，后半部分为16英尺（4.88米）长的吸烟区开敞式客室，座席采用2+2方式布置，设有10对双人皮革座椅，其中四排座椅面向行车方向，其余一排背向行车方向；客车中部设有车门走道和备餐室，备餐室内设有电烤箱和电冰箱；往第三节车厢方向的车端过道处两侧设有储物柜。第三节车厢（570）为定员52人的座席瞭望合造车，客车前半部分为非吸烟区开敞式客室，40个座席采用2+2方式布置，设有20对双人长毛绒座椅，其中九排座椅面向行车方向，其余一排背向行车方向；后半部分为圆弧形观景窗设计的瞭望厅，其中设有12个长毛绒扶手椅；客车中部设有车门走道和两个厕所。由于整列列车只有第一节车厢设有司机室，因此伯灵顿微风号只能单方向行驶，到达终点站后便需要借助三角线进行掉头。

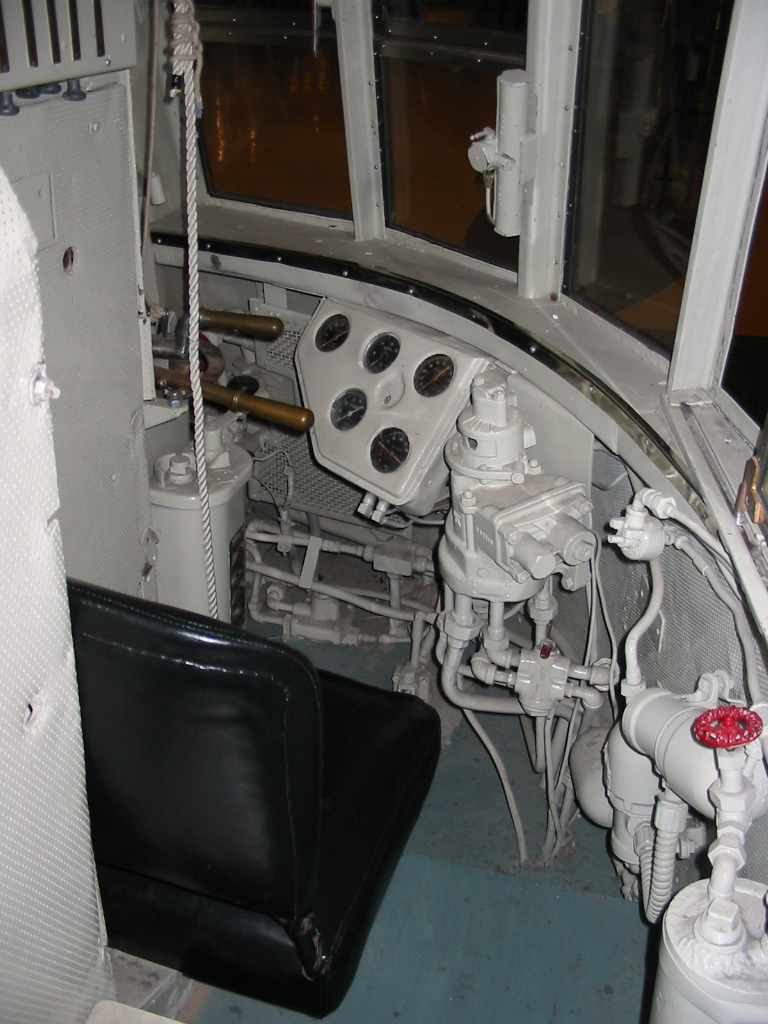
动力车前端的司机室
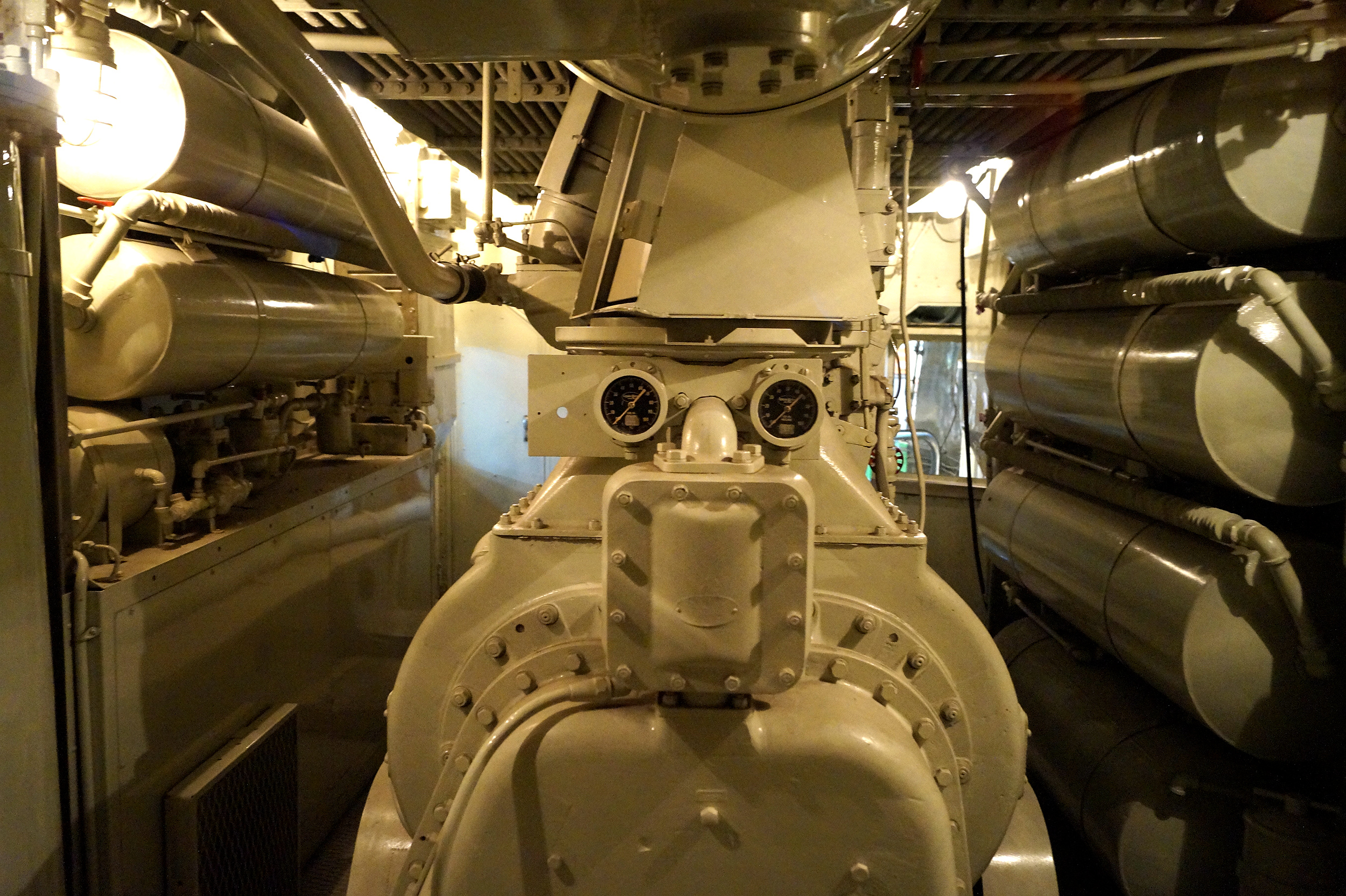
动力车中部的动力室
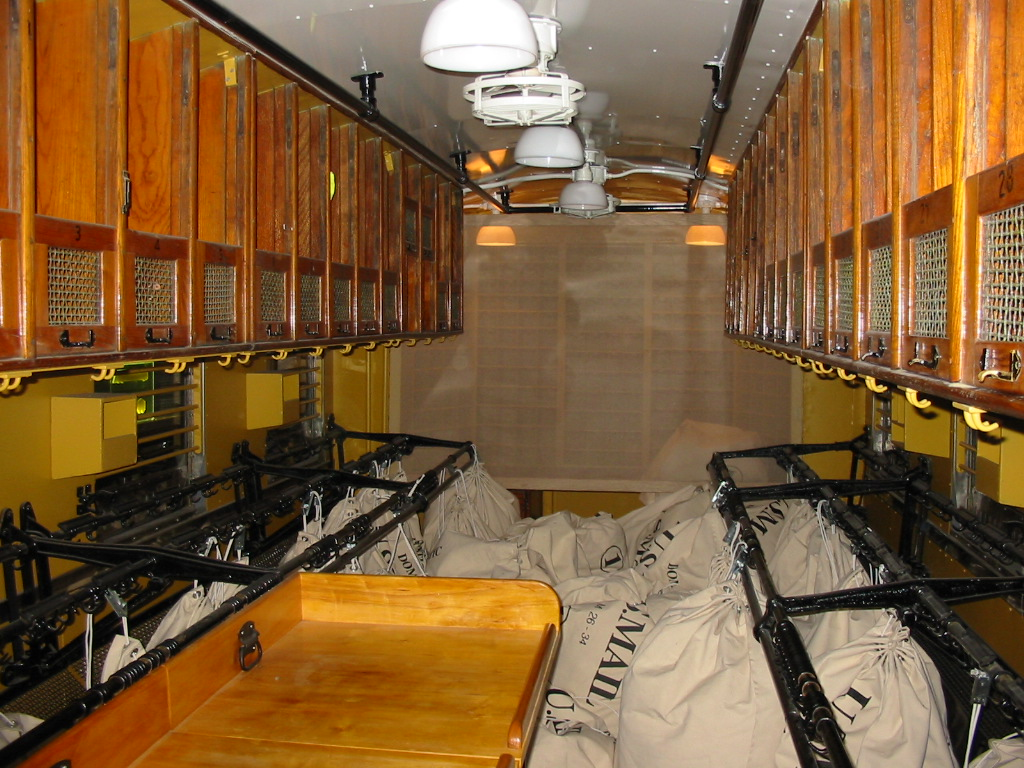
动力车后半部的铁路邮政办公室
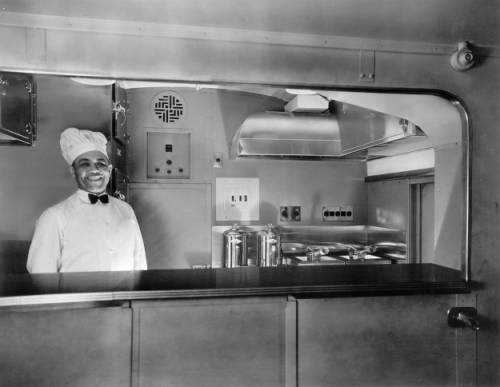
505号座席行李合造车中部的备餐室
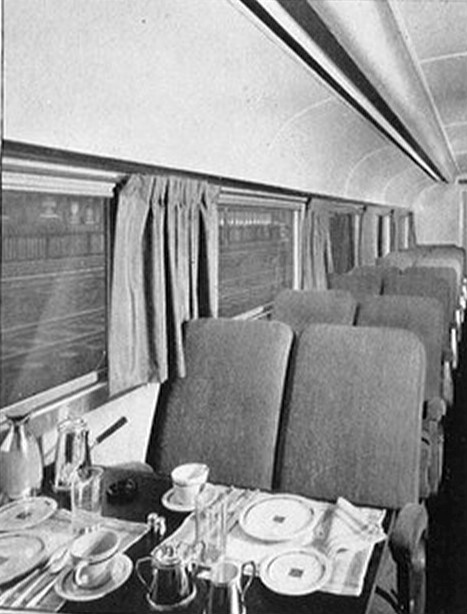
微风号列车可提供媲美飞机上的餐饮服务
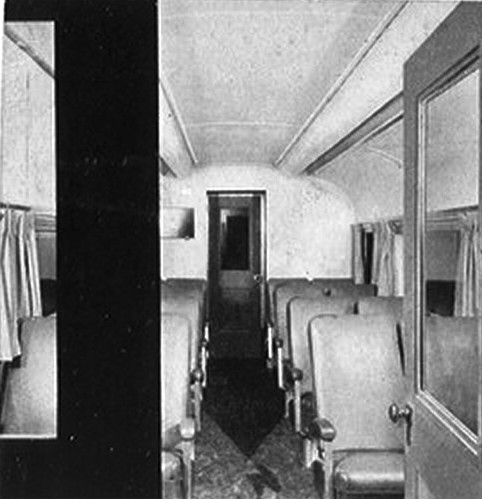
505号座席行李合造车后半部的吸烟区开敞式客室
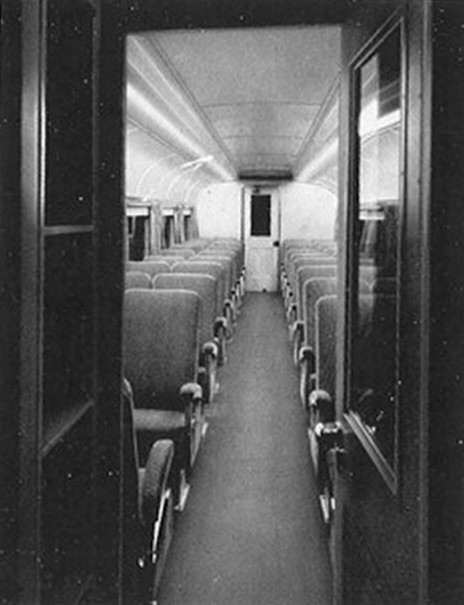
570号座席瞭望合造车前半部的非吸烟区开敞式客室
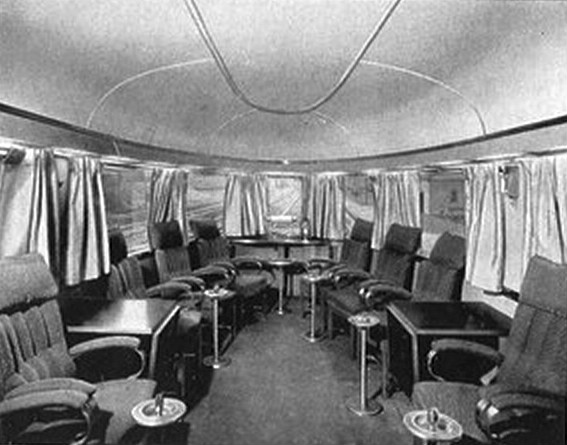
570号座席瞭望合造车后半部的车尾瞭望厅
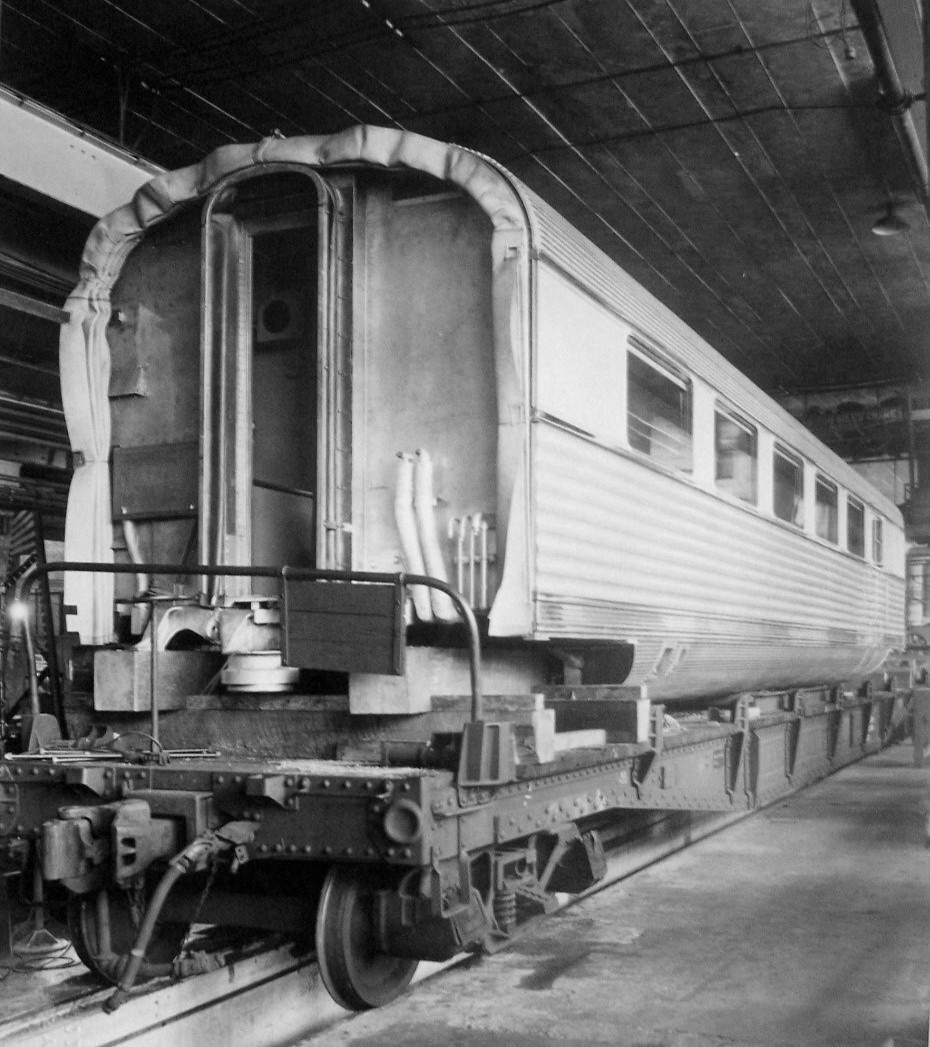
1935年新造的500号餐车座席合造车

### 车体结构
先锋者微风号列车的车体是当时世界上体积最大的不锈钢钢结构，整列列车总共使用了23吨由阿勒格尼钢铁公司生产的SAE 301奥氏体不锈钢。车体是一个由脉冲点焊技术焊接而成的薄壁筒形整体承载结构，车体底架、侧墙和车顶构成一体共同承受载荷，并以将侧墙视为桁架的方法进行轻量化设计计算。不锈钢车体由于具有防腐蚀和高强度的特点，因此板材厚度可减小到最低限度而不必留有腐蚀余量，车体表面亦无须涂漆着色。先锋者微风号车体使用的不锈钢板最薄处只有0.012英寸（0.30 毫米），车顶的不锈钢板厚度亦只有0.022英寸（0.56毫米），大约只有7张普通纸张的厚度。由于不锈钢车体外板厚度非常的薄，为了保证车体外板的刚度和平整度，先锋者微风号在车体外板上采用了不锈钢波纹板。为了尽可能降低列车运行时的空气阻力，车体下部的各种设备亦以不锈钢波纹板制成的密封式围板包覆。先锋者微风号满载时总重仅为287,245磅（132公吨），甚至还比两节传统钢制普尔曼客车总重量还轻。1941年9月23日，美国专利及商标局将微风号列车的“铁路车辆前端结构”技术专利授予巴德公司（美国专利号：US 2256493、US 2256494）。

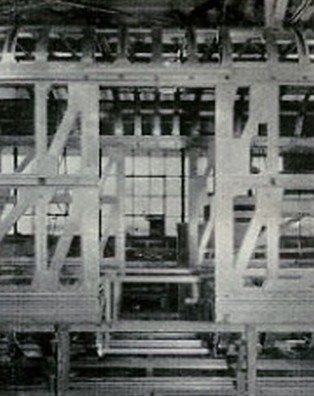
车体侧墙钢结构
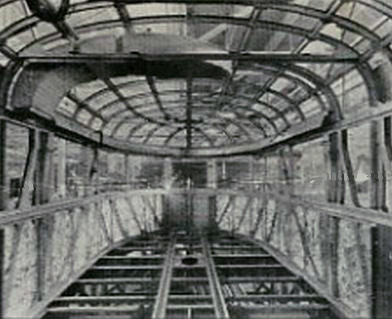
车尾瞭望厅钢结构
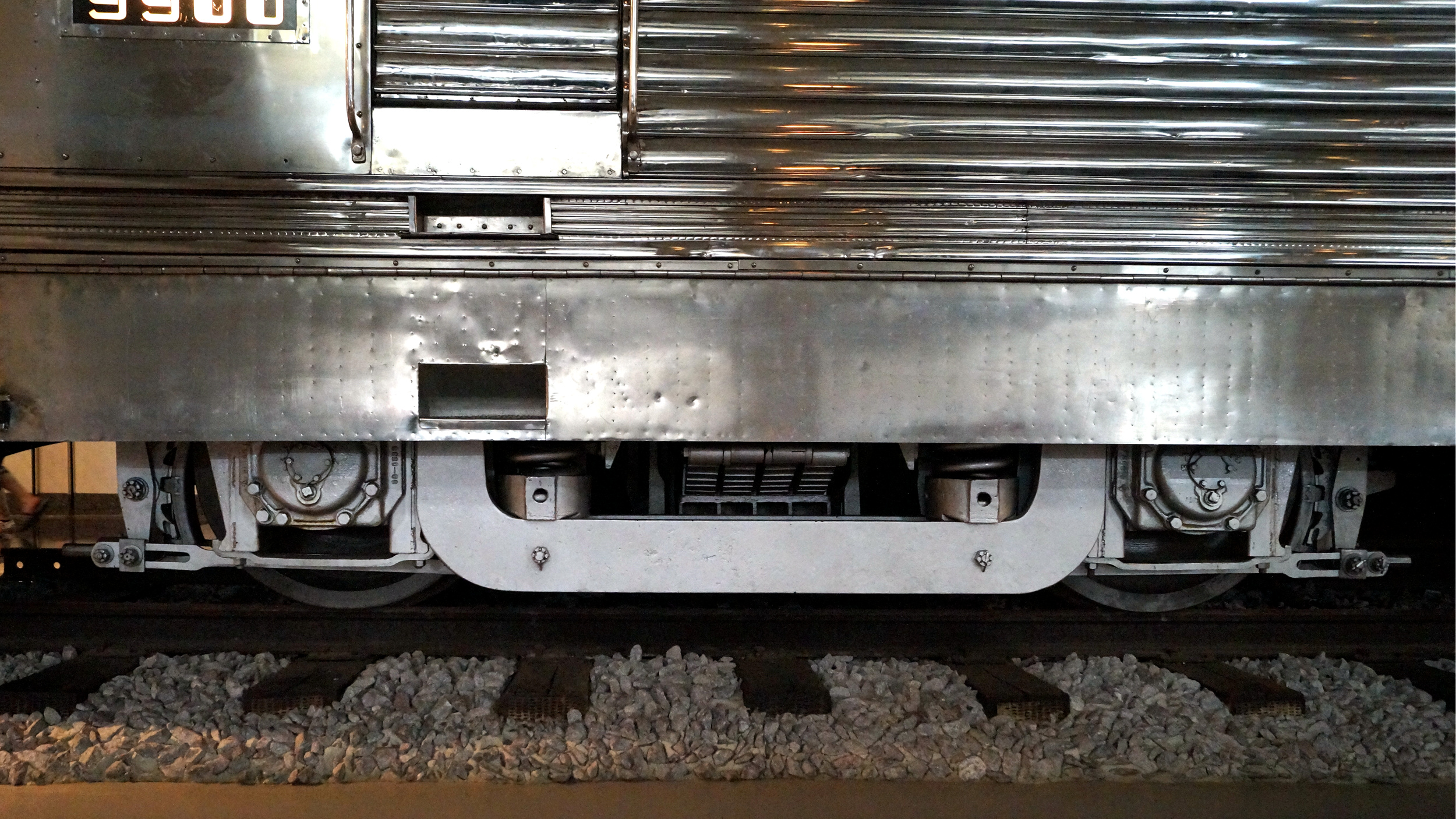
动力车前端转向架
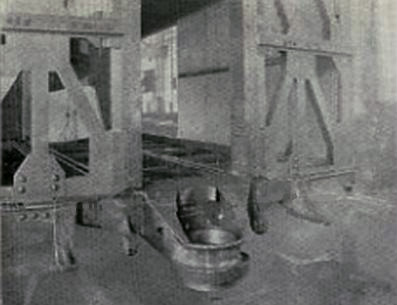
车体底架上连接铰接式转向架的心盘座
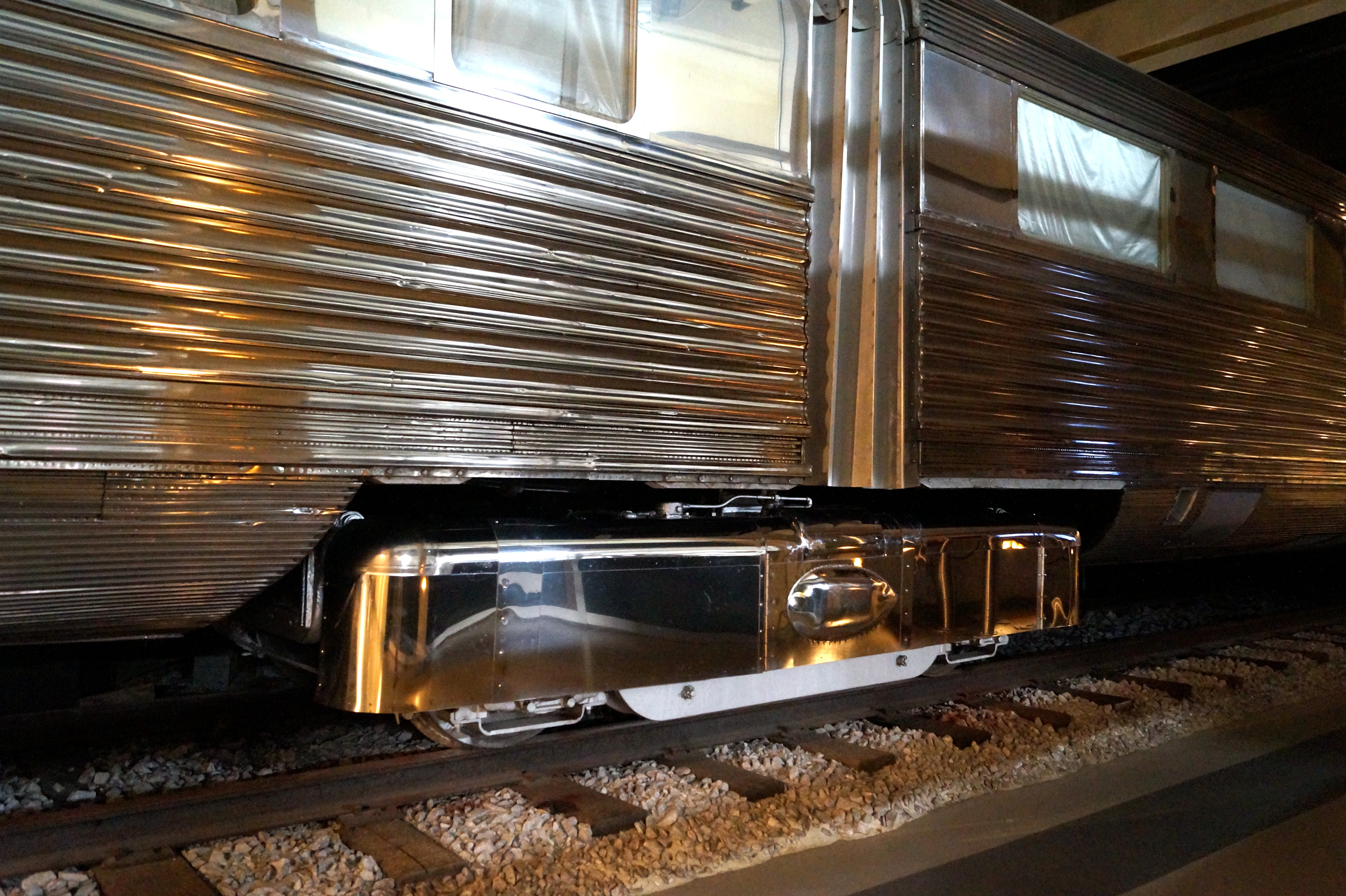
被裙板覆盖的铰接式转向架

### 动力装置

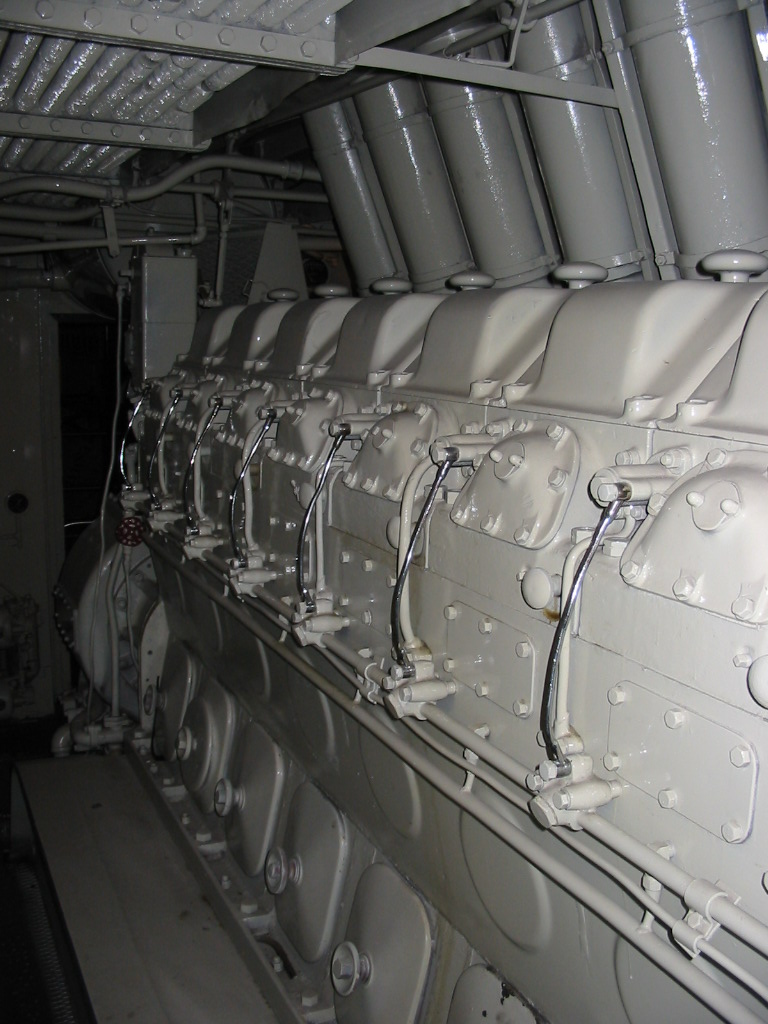
温顿8-201A型柴油机

先锋者微风号的动力装置是一台通用汽车公司制造的温顿8-201A型柴油机。它是一款二冲程、八气缸、直立式、无增压、直接喷射、直流扫气的中速柴油机，气缸直径为8英寸（203.2毫米），活塞行程为10英寸（254毫米），额定转速为每分钟750转，标定功率为660马力（492千瓦），采用钢板焊成的箱形结构机体、锻钢曲轴箱和圆头气缸盖，通过气缸套气阀进气和气缸盖气阀排气。温顿201型柴油机的其中一项技术突破是配备高压喷油泵的燃油供给系统，将燃油能够以较高的压力喷射入气缸并雾化成许多微粒，使气缸内的燃烧过程能够在最佳的条件下进行。该型柴油机自重为13,420磅（6,087公斤），功率重量比达到21磅/马力，是当时世界上功率重量比最高的柴油机之一，使之成为铁路牵引和船舰推进动力的最佳选择。先锋者微风号是第一列装用温顿201系列柴油机的铁路车辆，而采用V16气缸配置的16-201A型柴油机则首先被用于美国海军鼠海豚级潜艇和岩島鐵路TA型柴油机车。1938年，通用汽车公司在温顿201系列柴油机的基础上，成功研制了专为柴油机车而设计的易安迪567系列柴油机，大幅提升了柴油机的可靠性和使用寿命。

### 传动系统
先锋者微风号的传动系统采用直—直流电传动装置，全套电传动系统由通用电气公司提供。柴油机直接驱动一台通用电气GT-534型直流牵引发电机，发出的直流电供给动力转向架上的两台通用电气GE-716型直流牵引电动机。牵引电动机采用轴悬式驱动方式，传动齿轮比为52：25，设计最高速度为117英里/小时（188公里/小时）。列车的辅助传动系统包括一台由皮带驱动的GT1177A-1辅助发电机、三台由电动机驱动的空气压缩机、以及两台散热器冷却风扇。由于这些辅助传动系统和列车空调装置等负载将消耗柴油机大约60马力的功率，因此牵引发电机的输入功率大约为600马力。动力车上载有600加仑燃料、80加仑润滑油、140加仑冷却水和12立方英尺的砂。

### 制动系统
先锋者微风号装有西屋空气制动公司（WABCO）的SME-3型空气制动系统，该系统由一套列车常用的直通空气制动装置、一套供列车与其他车辆连挂时或紧急制动情况下使用的自动空气制动装置，以及一套将两套制动装置实现电—空联锁的安全控制系统。安全控制系统设有驾驶失能警惕功能，当列车行驶时司机必须一直按住制动阀手柄或脚踏，一旦司机因疏忽或睡着而松开制动阀，安全系统将自动切断列车动力并施行紧急制动。由于装有驱动装置的动力车前转向架的轮径为36英寸，而动力车后转向架和其他无动力转向架的轮径为30英寸，加上柴油发电机组的位置位于动力车前部，因此动力车前后两个转向架有十分悬殊的轴重差异，前后转向架分别承载大约为98,000磅和30,000磅，因此制动系统的设计亦考虑到轴重不平衡的问题，动力车前后转向架采用了不同规格的制动缸和杠杆装置。

## 重大事故
- 1939年10月2日，从堪萨斯城开往奥马哈的先锋者微风号途径密苏里州纳皮尔（英语：Napier, Missouri）时，由于车站道岔转拨错误使列车进入错误轨道，导致列车以50英里/小时速度与一辆停放在侧线的蒸汽机车相撞，微风号上的一名司机和一名工务部门主管在事故中丧生，但没有乘客严重受伤。先锋者微风号的第一节车厢受损严重，经伯灵顿铁路奥罗拉机厂进行修复，两个月后再度投入服务[4]。
- 1944年11月，当先锋者微风号停靠在内布拉斯加州费尔蒙特（英语：Fairmont, Nebraska）时，被一组易安迪FT型柴油机车追尾相撞，列车上四名乘客和六名其他人员丧生，微风号车尾的瞭望车严重损毁，列车事后在奥罗拉机厂完成修复[4]。

## 大众文化

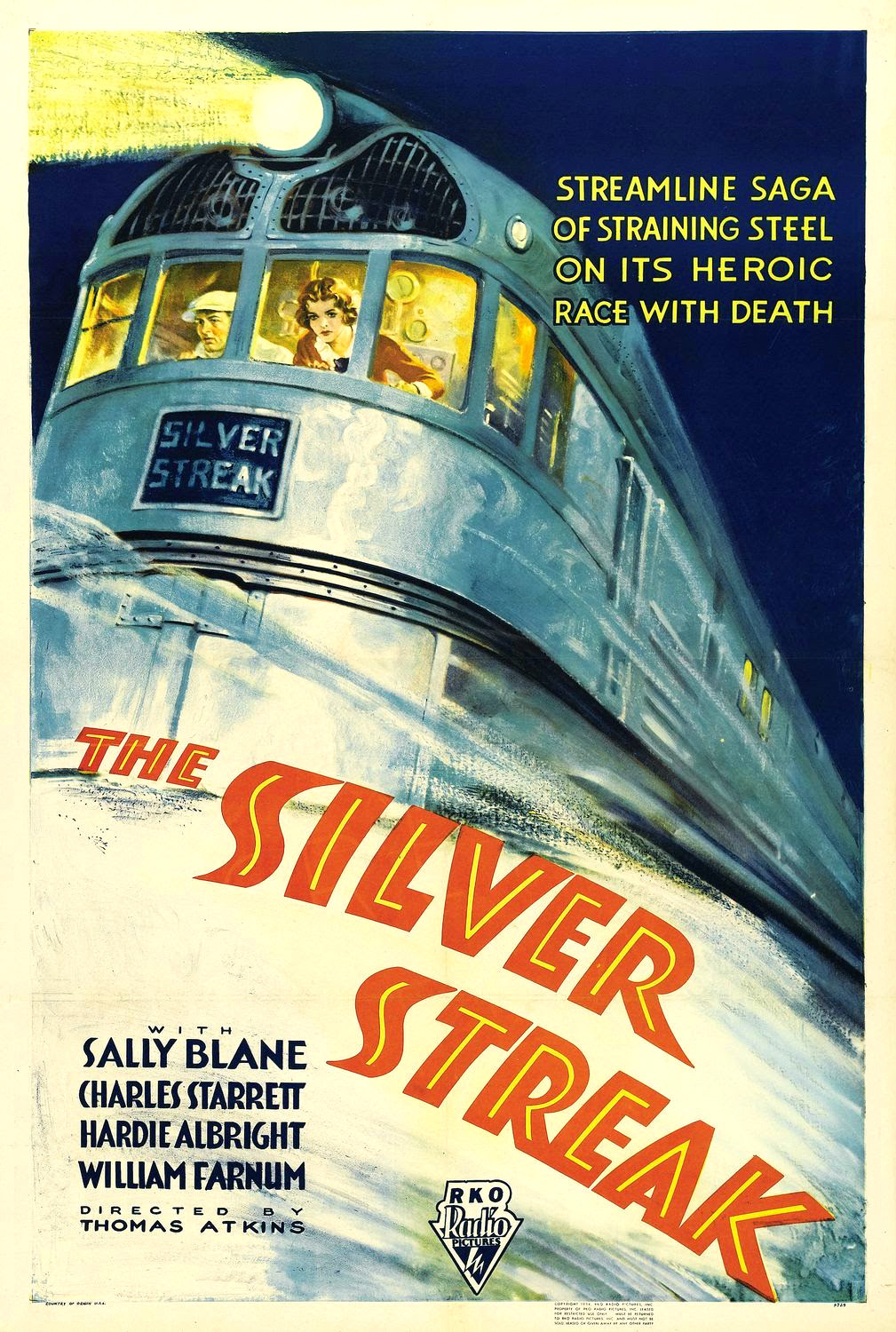
《银色闪电》电影海报（1934年）

微風號列車“从黎明到黄昏”的創舉啟發了1934年所拍攝的一部電影《银色闪电》（The Silver Streak），這部電影由當時的影星莎莉·布萊（Sally Blane）和查爾斯·斯塔雷特（Charles Starrett）所主演，劇情是以正在由芝加哥開往丹佛的銀色閃電號列車為背景，由於胡佛水壩工地突然出現小兒麻痺症疫情，要求銀色閃電號列車以最快速度馬不停蹄地前往科羅拉多州，將用來救治小兒麻痺症患者的鐵肺呼吸器送到胡佛水壩，而在路途上男主角識破了車上一名外國間諜意圖破壞列車的陰謀，與其開展了打鬥並成功挽救了近乎失控的列車。實際上，電影公司原本打算以聯合太平洋鐵路的M-10000型列車作為藍本，但聯合太平洋鐵路婉拒了電影公司的建議，電影公司只能向伯靈頓鐵路借用微風號列車，恰巧鐵路公司總裁拉爾夫·巴德不放過任何能夠吸引公眾目光的宣傳機會，令微風號列車得以籍此踏上好萊塢電影的舞台，而“銀色閃電”其實就是拉爾夫·巴德當初考慮為微風號命名時的第二選擇。1934年9月，微風號列車在伊利諾伊州蓋爾斯堡參與了電影外景拍攝，影片中原來標示在車頭前方的「Burlington Route」也因劇情需要而換成「Silver Streak」，而列車內部的相關場景均是在荷里活的攝影棚內完成拍攝。在微風號面世40多年之後，原來的那部經典作品再度啟發了另一部同名電影。這部1976年上映的《銀色閃電》（Silver Streak，或译作《銀線號大血案》）是影星吉恩·懷爾德（Gene Wilder）與理查·普賴爾（Richard Pryor）的成名作，劇情以一列從美國西海岸開到芝加哥火車上發生的謀殺案為背景。這部電影並非使用已經退役的微風號來當主角，而是借用加拿大太平洋鐵路的鐵路客車來拍攝，但都是如同 「銀色閃電」一般的不銹鋼車身。
除此之外，微风号列车的知名度还使“微风”成为席卷全国的潮流，从体育队伍到商业产品都纷纷以“微风”命名。1934年，位于威斯康星州梅纳莎的圣玛丽天主教高中受到微风号列车“从黎明到黄昏”的启发，令该校校长选择以“微风”（Zephyrs）作为学校的吉祥物。而在距离芝加哥162英里的伊利诺伊州盖尔斯堡，当地的一所高中将其运动队称为“盖尔斯堡银色闪电”（Galesburg Silver Streaks）以纪念这列火车。1935年，乐器制造商H.N.怀特公司将其顶级萨克斯风品牌名称更改为“国王微风”（ King Zephyr）。福特汽车于1936年推出了豪华轿车“林肯微风”（Lincoln-Zephyr）”。1930年代后期，西北航空公司的广告亦将其机队称为“空中微风号”（Sky Zephyrs）。

## 比例模型
由於先鋒者微風號列車在美國鐵路史上的重要地位，先鋒者微風號的比例模型亦成為不少鐵路迷的收藏對象，很多鐵路模型製造商都分別設計與製作了不同版本的列車模型，其中大多數製造商都是販售完成品的列車模型，另外亦有供模型愛好者自行拼裝的組裝套件。以下列表是以產品推出時間來排序：
- 美國快車（American Flyer）是最早推出微風號列車模型的模型製造商，於1935年率先推出O軌比例（英语：O scale）的微風號模型，採用砂模铸鋁合金和手工打磨拋光的製作工藝[28]。這套模型後來在生產過程中對動力裝置進行了一些改進，並且還生產了價格更便宜的鐵皮玩具版本。1937年，A·C·吉爾伯特公司（A. C. Gilbert）公司收購了美國快車公司的生產線，並推出新的O軌比例（1:48）鐵路模型產品進入生產階段，同時逐步淘汰了原來的微風號模型和以前的O軌比例產品。
- 挑戰者進口公司（Challenger Imports）曾於1993年發售進口限量版HO軌比例（1：87）的流線型列車銅車完成品，包括有四節車廂的先鋒者微風號、馬克·吐溫微風號，以及與波士顿和缅因州铁路的緬因州切西爾號（Maine Cheshire）與緬因州義勇兵號（Maine Minuteman）列車[29]。
- 精密N比例（Fine N-Scale Products）在1996年推出N軌比例（1：160）的先鋒者微風號組裝套件，其中包括可另外選購的500號車廂[30]。
- “Con-Cor”於2005年同時發行了HO軌與N軌比例的限量版先鋒者微風號模型[31]。
- 莱辛河模型（River Raisin Models）曾經於2005年發行過S軌（英语：S scale）比例的流線型列車模型完成品，包括先鋒者微風號和飞行的扬基人号列车[32]。
- MTH電力火車（MTH Electric Trains）於2005年推出限量發行的O軌比例（1：48）先鋒者微風號（3節編組）[33]。

## 參看
- 聯合太平洋鐵路M-10000型列車——同時期普爾曼公司為聯合太平洋鐵路設計製造的流線型列車，採用輕量化鋁合金車體和鉸接式轉向架，以及燃用輕質燃料油的內燃發動機，電力傳動裝置與先鋒者微風號基本相同[3]。
- 飞行的扬基人号列车（Flying Yankee）——巴德公司為缅因中央铁路（英语：Maine Central Railroad Company）以及波士顿和缅因州铁路（英语：Boston and Maine Corporation）設計製造的流線型列車，該列車除了內裝設計外其他部分基本上與先鋒者微風號列車完全相同，同樣採用輕量化不銹鋼車體和鉸接式轉向架[5]。
- 德意志国铁路877型柴油动车组——又稱為飛行的漢堡人號列車（Fliegender Hamburger），格爾利茨車輛工程公司（英语：Waggonbau Görlitz）為德意志国铁路設計製造的流線型列車，採用輕量化鋼制車體和鉸接式轉向架，動力傳動系統採用邁巴赫柴油發動機和電力傳動裝置。